# Cristiano Ronaldo
Cristiano Ronaldo dos Santos Aveiro, ismertebb nevén Cristiano Ronaldo (portugál kiejtés: [kɾiʃˈtjɐnu ʁɔˈnaɫdu] kiejtéseⓘ; Funchal, 1985. február 5. –) Európa-bajnok portugál labdarúgó, csatár, aki a szaúdi en-Naszr, valamint a portugál válogatott csapatkapitánya. A Real Madrid 2009 nyarán 80 millió fontért (94 millió euró) szerződtette, így ekkor a világ legdrágább játékosának számított.
Első felnőtt csapata a Sporting volt, ahol a nagy csapatba 2001-ben került fel. Itt mindössze egy szezont töltött, ezután leigazolta a Manchester United, mintegy 12 millió fontért. A „vörös ördögöknél” egészen 2009-ig játszott. Az itt töltött hat év alatt háromszoros bajnok, egyszeres kupa- és kétszeres ligakupa-győztes lett. Ezen kívül megnyerte a Bajnokok Ligáját, az angol szuperkupát és a FIFA-klubvilágbajnokságot is, továbbá a csapat játékosaként Aranylabdás is lett, ezzel ezt a címet 40 év után nyerte meg ismét United-játékos. A 2007–08-as szezonban klubrekordnak számító, 42 gólt szerzett az idény során, ezzel megdöntötte George Best 33 gólos rekordját, ami 40 éve állt fenn. Ronaldo ugyanebben az évben az európai aranycipőt is megszerezte, nyolc ponttal előzte meg Dani Güizát.
2009 nyarán a Real Madridhoz szerződött rekordnak számító 94 millió euróért. A 2010–11-es szezonban 40 gólt szerzett, megdöntve Telmo Zarra és Hugo Sánchez 38 gólos rekordját. Ezt a rekordot egy évvel később Lionel Messi 50-re javította. Ronaldo személyes csúcsát ugyanebben a szezonban 46-ra, 2015-ben 48-ra javította. Ő szerezte a Real történetének legtöbb gólját (61) is egy idényen belül. A korábbi rekordot Puskás Ferenc tartotta 49-cel.
2018 nyarától három szezonon át az olasz rekordbajnok Juventus játékosa volt, a torinóiakkal két bajnoki címet és egy olasz kupát nyert, a 2020–2021-es idényben pedig ő lett az olasz élvonal gólkirálya 29 találattal. 2021 nyarán visszatért a Manchester Unitedhez. 2021. december 2-án az Arsenal elleni bajnoki mérkőzésen megszerezte pályafutása 800., tétmeccseken szerzett gólját.
2022. március 12-én a Tottenham Hotspur elleni Premier League-mérkőzésen szerzett mesterhármasával pályafutása 807. gólját érte el, ezzel megelőzte az örökranglista eddigi éllovasát, Josef Bicant, ezzel pedig minden idők legeredményesebb játékosa lett.
2022. október 9-én lőtte 700. gólját a klubcsapataiban. A Manchester Unitedben 144 gólt szerzett, a Sportingban ötöt, a Juventusban 101-et, a Real Madridban 450-et. Ő az első labdarúgó, aki klubszínekben elérte a hétszáz gólos álomhatárt.
A válogatottban 2003 óta szerepel, 2010-től a csapatkapitányi posztot tölti be. Európa-bajnok lett 2016-ban, Nemzetek Ligája-győztessé vált 2019-ben és 2025-ben, továbbá 2006-ban negyedik helyen végzett a csapattal a világbajnokságon. Ő a válogatott szereplési- és gólrekordere is. Az európai játékosok közül ő szerezte a legtöbb gólt válogatott mérkőzéseken. Az egyetlen férfi játékos, aki öt világbajnokságon is be tudott találni.

## Gyermekkora
Cristiano Ronaldo dos Santos Aveiro 1985. február 5-én született Funchal városában, Madeira szigetén, Maria Dolores dos Santos Aveiro és José Dinis Aveiro legkisebb gyermekeként (Cristiano és Ronaldo a keresztnevei, anyja leánykori családi neve dos Santos, apja családi neve Aveiro). Egy bátyja van, akit Hugónak hívnak, valamint két nővére, Elma és Liliana Cátia. A Ronaldo nevet, második keresztnevét a néhai amerikai elnök, Ronald Reagan után adta Dolores a fiának, ugyanis ő volt a kedvenc színésze, míg a Cristianót nővérétől kapta.

## Pályafutása

### Kezdetek
Ronaldo első csapata a CF Andorinha volt, ahová nyolcéves korában került. Itt édesapja afféle mindenesként dolgozott. 1995-ben a Nacional csapatához szerződött. Miután itt több címet is nyert, háromnapos próbajátékon vehetett részt a nagynevű Sporting CP csapatánál. Itt meggyőzte a klub vezetőit, majd a nyilvánosság számára pontosan nem ismert összegért szerződtették őt.

### Sporting

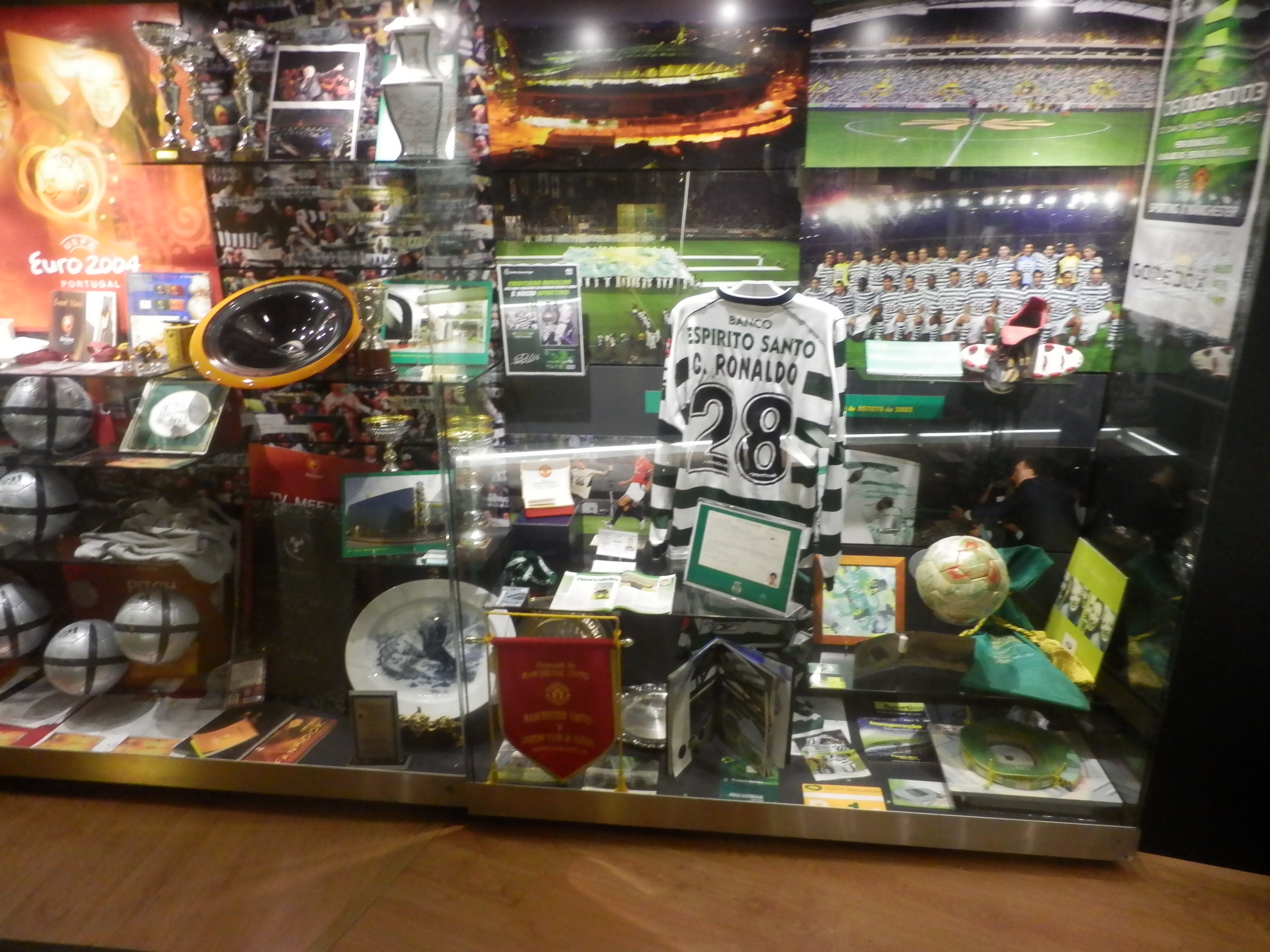
Ronaldo emléktárgyak a Sporting CP múzeumában

Ronaldo tehát csatlakozott a Sporting utánpótláscsapatához, amely az Olcochete nevű edzőkomplexumban tréningezett. 2010-ig ő az egyetlen portugál labdarúgó, aki egy éven belül az U16-os, az U17-es, az U18-as, a B- és az első csapatban is játszott mérkőzést. Bemutatkozó mérkőzésén két gólt szerzett a Moreirense FC ellen. Eközben játszhatott az U17-es válogatottban is.
15 éves korában szívritmuszavart állapítottak meg nála, ezért egy ideig úgy tűnt, fel kell hagynia a labdarúgással. A Sporting csapata mindenben támogatta a családot. Kényes lézerműtétre került sor, amely megoldotta a problémát, és így végül nem kellett abbahagynia a játékot.
Első komolyabb megkeresése a Liverpooltól érkezett, 2003-ban. Később azonban egy Manchester United elleni edzőmérkőzésen olyan jó benyomást tett a csapatra, hogy a játékosok a hazafelé tartó repülőn meggyőzték az edzőt, Sir Alex Fergusont, hogy szerződtesse őt.

### Manchester United

#### 2003 és 2005 között

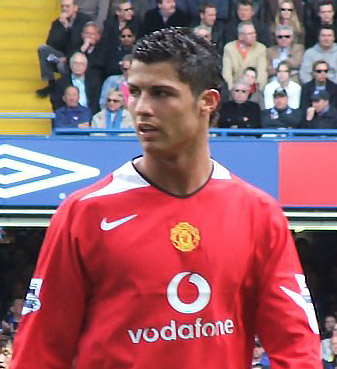
A Manchester United mezében

A 2003–04-es szezon előtt a Manchester United szerződtette őt, mintegy 12 millió fontért. Ő lett a klub első portugál játékosa. Bár eredetileg a 28-as mezt szerette volna, Ferguson döntése nyomán a hetest kapta, amelyet a klubnál előtte olyan legendás játékosok viseltek, mint George Best, Bryan Robson, Éric Cantona, vagy David Beckham.
Első mérkőzésén a 60. percben állt be csereként, az ellenfél a Bolton volt. Első gólját novemberben, a Portsmouth ellen szerezte, szabadrúgásból. Még ebben a hónapban rúgta a klub ezredik Premier League-gólját, a csapat azonban súlyos vereséget szenvedett a Middlesbrough ellen. A szurkolók a szezon végén az év fiatal játékosának választották.

#### 2006–2007: Első évek

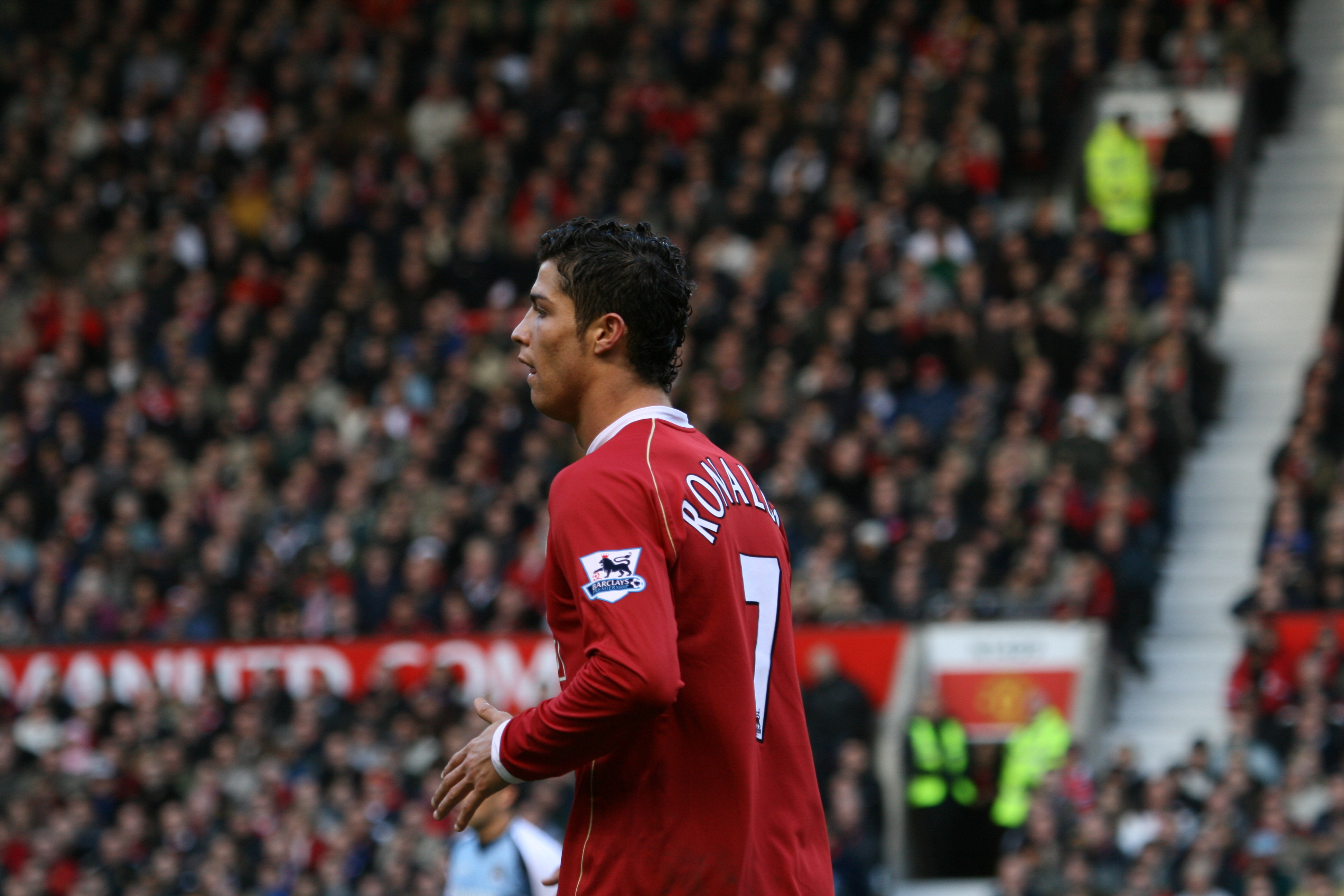
A 2006-07-es szezon során

2006 novemberében és decemberében egyaránt a hónap játékosává választották, így ő lett a harmadik játékos Dennis Bergkamp és Robbie Fowler után, akinek ez két egymást követő hónapban is sikerült. 2007. május 5-én megszerezte ötvenedik United-gólját a városi rivális Manchester City ellen.
Már 2007 tavaszán felröppent a hír arról, hogy esetleg a Real Madrid játékosa lesz. A Real kész volt érte akár 80 millió eurót is fizetni. Ő azonban, nem sokkal az ajánlat megtétele után szerződést hosszabbított, amelyben 120 ezer fontos heti fizetés szerepelt. Ezzel a klub történetének legjobban fizetett játékosa lett.
Ebben a szezonban számos elismerést kapott, ő lett az év fiatal játékosa, valamint a játékosok is a szezon legjobbjának választották. Áprilisban a szurkolók szerint is ő lett a legjobb, a bajnokság végeztével, nyolc csapattársával együtt a liga álomcsapatába is bekerült.

#### 2007–2008: Hazai és nemzetközi sikerek

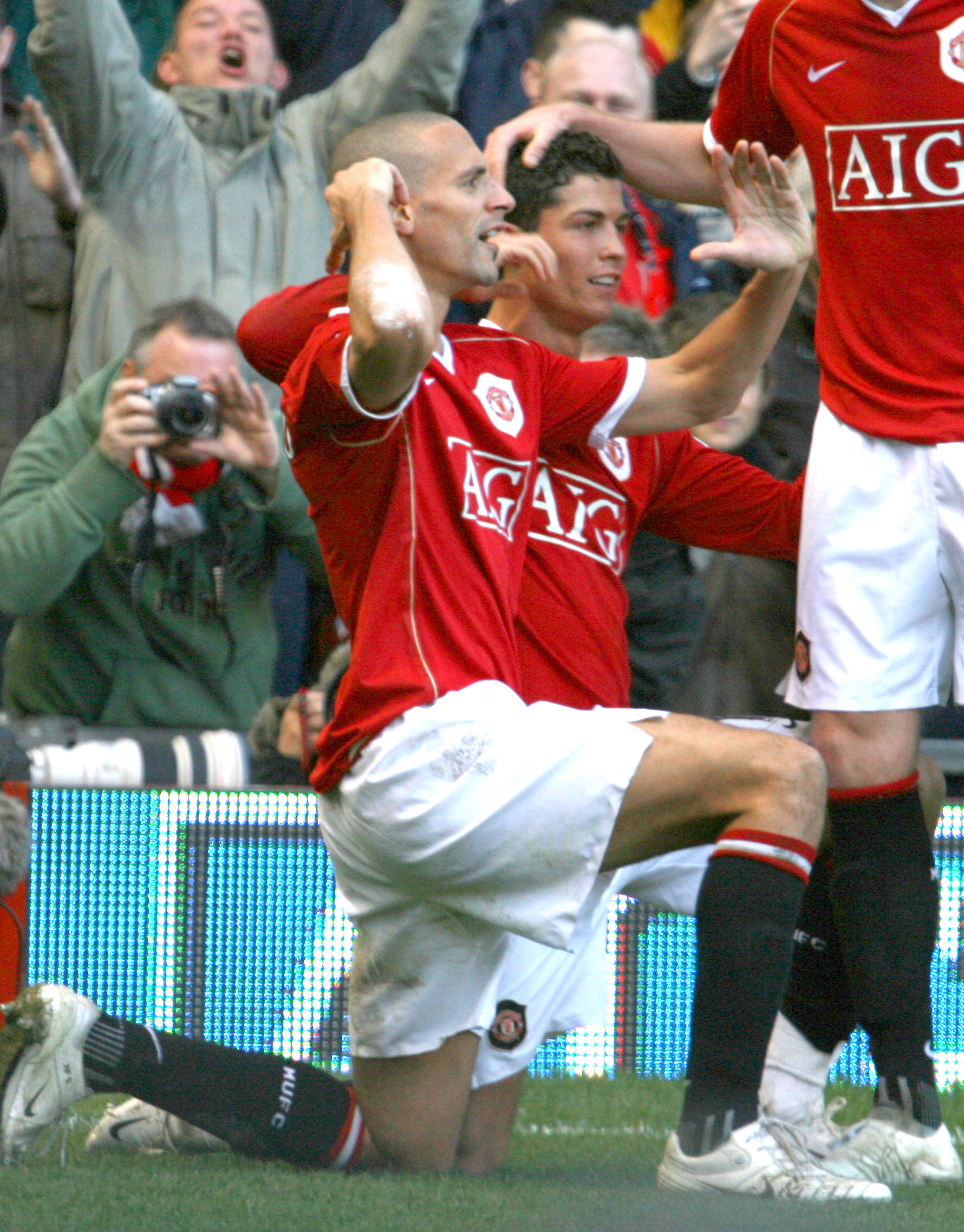
Rio Ferdinanddal egy gól ünneplése közben

A 2007–08-as szezon egy piros lappal indult számára, miután a második fordulóban lefejelte Richard Hughes-t. Az esetért hárommeccses eltiltást kapott. Korábbi csapata, a Sporting ellen mindkét BL-csoportmeccsen betalált. A MU magabiztosan, csoportelsőként jutott tovább.
A decemberi Aranylabda-szavazáson második, az azt követő év játékosa-választáson harmadik helyen végzett, előbb Kaká, majd ugyanő és Lionel Messi mögött.
Január 12-én, a Newcastle United ellen megszerezte első manchesteri mesterhármasát. A United 6–0-ra elverte a „szarkákat”. A Reading ellen megszerezte huszonharmadik bajnoki gólját, ezzel beállította az előző szezonban összesen szerzett találatai számát. A Lyon elleni BL-nyolcaddöntőn lézerrel világítottak az ő és Nani szemébe, amiért az UEFA vizsgálatot indított. A Lyont végül 5000 svájci frankra büntették.
Március 19-én, a Bolton ellen először vezethette ki csapatát csapatkapitányként. A meccs végeredménye 2–0 lett, mindkét gólt ő szerezte. Ezzel 33 gólos lett, amivel megdöntötte George Best rekordját, aki 32 góljával addig a United legeredményesebb középpályása volt egy szezonon belül.
A szezon végén ő lett az első szélső, akinek sikerült megszereznie az európai aranycipőt. Nyolc ponttal végzett a második helyezett Dani Güiza előtt.
A BL-döntőben a Manchester a Chelsea-vel találkozott. A meccs elején Ronaldo megszerezte a United vezető gólját, ám sokak emlékezetében nem ez maradt meg erről a meccsről vele kapcsolatban. A mérkőzés 1–1-s döntetlennel zárult, és mivel a kétszer 15 perces hosszabbításban sem esett gól, tizenegyespárbajra került sor. Ő volt az első ember, aki rontott, ám szerencséjére a Chelsea-ből John Terry és Nicolas Anelka is, így végül megnyerték a trófeát. A szezont végül, minden sorozatot figyelembe véve, 42 góllal zárta. A csapaton belüli abszolút rekordot, amit Denis Law tart 46 góllal, épphogy nem sikerült megdöntenie.

#### 2008–2009: Aranylabda és további sikerek

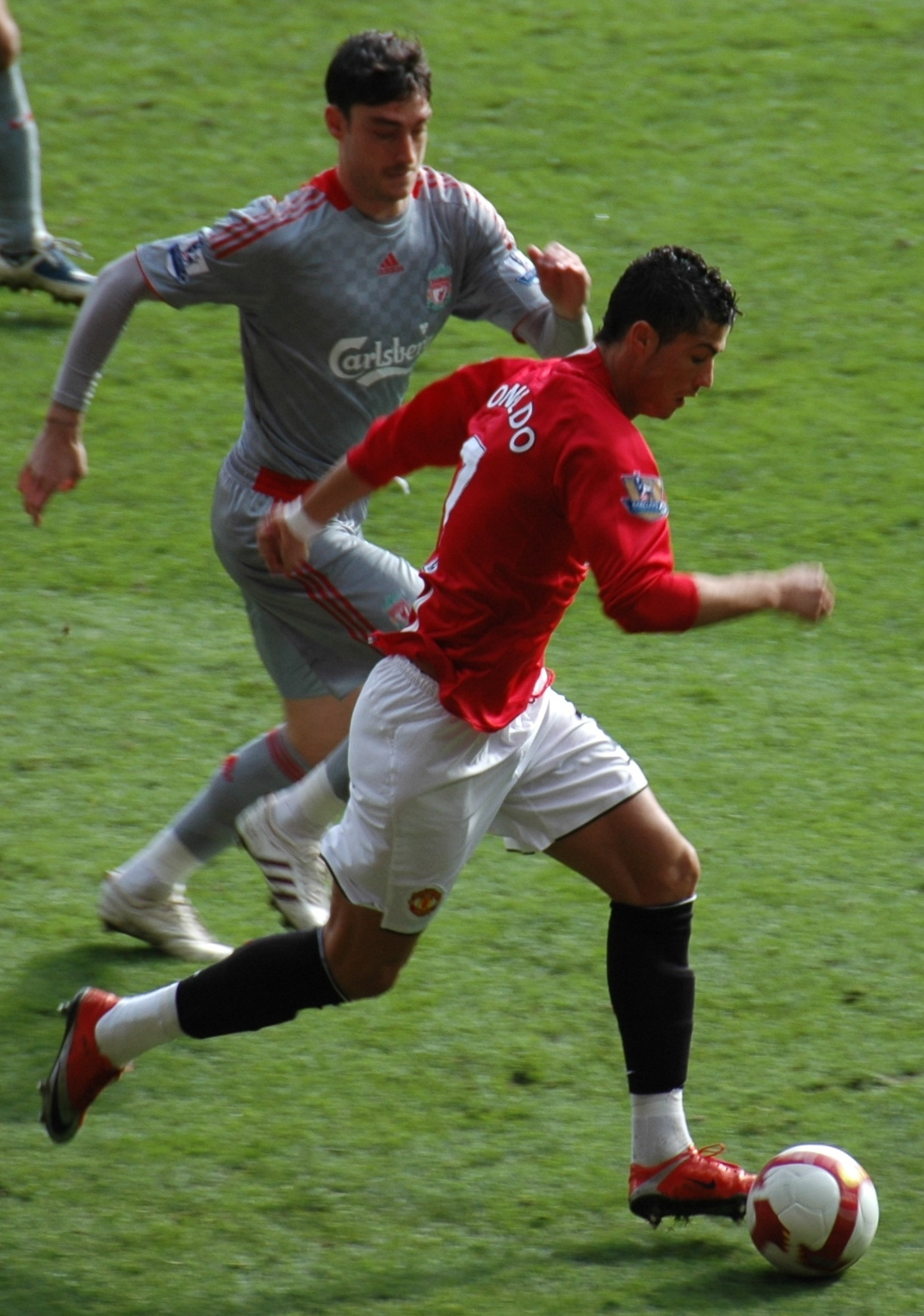
A Liverpool ellen

A Sky Sports szerint június 5-én a Real ismét ajánlatot tett Ronaldóért, ugyanakkora összeget kínálva, mint az előző évben. Emiatt a Manchester feljelentette a Realt a FIFA-nál a játékos szabályellenes megkeresése miatt. A spekulációk augusztus 6-án értek véget, amikor Ronaldo bejelentette, hogy legalább még egy évig Manchesterben marad.
A szezon elejét sérülés miatt kihagyta, Amszterdamba is elutazott sérült bokája kivizsgáltatására. Szeptember 17-én tért vissza, a Villarreal elleni gól nélküli BL- csoportmeccsen, csereként Pak Csiszong helyett. Szeptember 24-én szerezte meg szezonbeli első gólját a ligakupában, a Middlesbrough ellen.
November 15-én, a Stoke elleni 5–0-s győzelem alkalmával megszerezte 100. és 101. gólját a klub színeiben, minden sorozatot figyelembe véve. Ez egyben azt is jelentette, hogy mindegyik, akkor az első osztályban szereplő klub ellen szerzett már gólt legalább egyszer. 2008 végén tagja volt a Japánban FIFA-klubvilágbajnokságot nyert United-keretnek, ahol teljesítménye miatt elnyerte a torna Ezüstlabdáját.
December 2-án a klub első Aranylabda-díjazottja lett George Best 1968-as sikere óta. 446 pontot kapott, hatalmas fölénnyel, 165 ponttal megelőzve Lionel Messit.
Január 8-án sértetlenül került ki egy komolynak látszó autóbalesetből, amikor egy alagútban totálkárosra törte Ferrariját. A szonda nem mutatott ki alkoholos befolyásoltságot. Négy nappal később ő lett az év játékosa a FIFA szavazásán, így Luís Figo 2001-es sikere óta ő lett az első portugál díjazott.
Első BL-gólját ebben az idényben az Inter elleni nyolcaddöntőben szerezte, ez pedig továbbjutást ért csapatának. A következő körben, a Porto ellen 40 méterről hatalmas gólt rúgott, később ezt nevezte karrierje legszebb találatának, és egyben Puskás-díjat nyert. A United ismét bejutott a BL-döntőbe, ám ott a Barcelona ellen gyakorlatilag esélye sem volt a csapatnak, amely sima, 2–0-s vereséget szenvedett.
Június 11-én a klub elfogadta az érte tett, immár harmadik ajánlatot, amelynek értéke 80 millió font (94 millió euró) volt. Az átigazolást a Glazer család sajtófőnöke jelentette be. A csapattól való távozása előtt nem sokkal Ronaldo megköszönte Fergusonnak a belé fektetett munkát.

### Real Madrid

#### 2009–2010: Első szezon Madridban

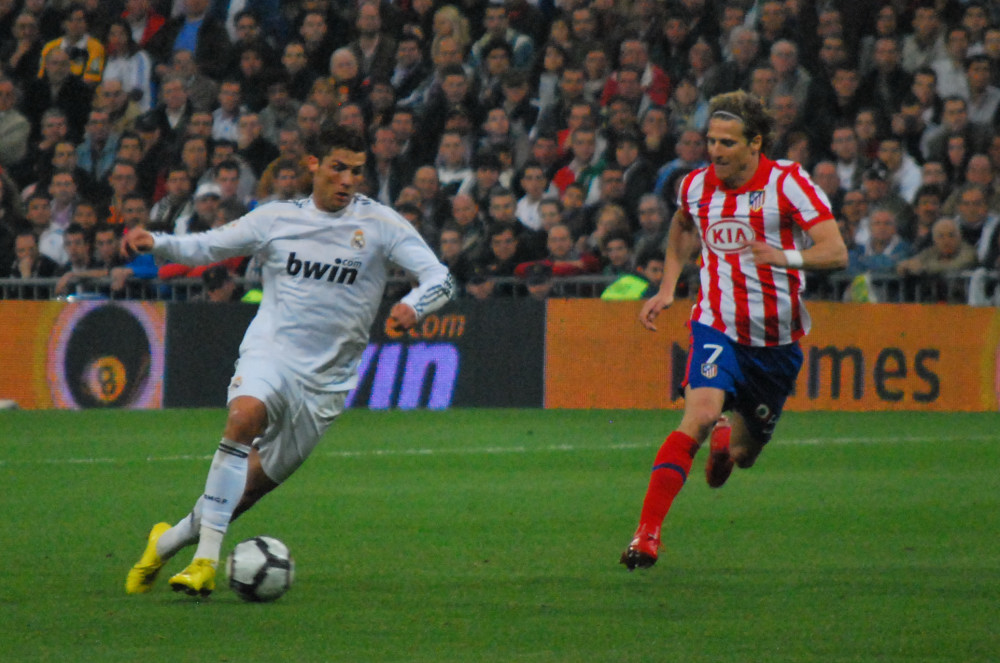
Diego Forlán és az Atlético de Madrid ellen

2009. június 26-án a Real Madrid CF megerősítette, hogy Ronaldo a játékosa lesz július 1-től. A játékos hatéves szerződést kötött a klubbal. Fizetését 13 millió euróban határozták meg szezononként, az átigazolásért 94 milliót fizetett a Madrid, a kivásárlási árat pedig 1 milliárd euróban határozták meg, ami rekord. Bemutatására július 6-án került sor a Santiago Bernabéu stadionban, melyre 80 ezer néző volt kíváncsi, tehát telt ház volt a stadionban. Ez a maga nemében ugyancsak rekord, a legtöbb néző korábban Diego Maradona bemutatására volt kíváncsi, amikor az SSC Napolihoz igazolt. Itt derült ki az is, hogy új csapatában a kilences mezt fogja viselni, melyet előtte legutoljára Javier Saviola viselt.
Bemutatkozása a felkészülési időszakban, a Shamrock Rovers elleni mérkőzésen történt. A találkozót a Real nyerte Karim Benzema kései góljával. Ronaldo első gólját az ecuadori LDU Quito ellen szerezte, tizenegyesből. A bajnokságban góllal mutatkozott be, csapata második gólját szerezte a Deportivo ellen, ugyancsak tizenegyesből. A Bajnokok Ligájában ugyancsak jól sikerült a bemutatkozása, az első csoportmeccsen az FC Zürich ellen két gólt szerzett, mindkettőt szabadrúgásból. A végeredmény 5–2 lett. Ezt követően egymás után két bajnoki mérkőzésen is eredményes volt, előbb a frissen feljutott Xerez CD ellen szerzett két gólt, majd a Villarreal CF ellen is betalált. Azzal, hogy minden addigi meccsén szerzett gólt, megdöntötte a klub egyik rekordját, ugyanis ő lett az első játékos, aki első négy mérkőzésén be tudott találni a kapuba. A következő BL-csoportmérkőzésen, az Olympique de Marseille ellen ismét duplázott. Később derült ki, hogy bokasérülést szenvedett, így kénytelen volt kihagyni a soron következő bajnokit, a Sevilla FC ellen.
Októberben, a Magyarország elleni vb-selejtezőn újra bokasérülést szenvedett, így egészen november végéig nem játszhatott. Első meccse visszatérése után az El Clásico volt, ahol a Real 1–0-s vereséget szenvedett. December 6-án, először itteni karrierje során, a kiállítás sorsára jutott. Az Almería ellen első sárga lapját túlzott gólörömért, a másodikat pedig az egész meccsen ellene elkövetett kisebb-nagyobb szabálytalanságok törlesztéséért kapta, három perccel a lefújás előtt. Az Aranylabda-szavazáson Lionel Messi mögött a második helyen végzett. A Real végül ismét a második helyen végzett a Barcelona mögött, a BL-ben a nyolcaddöntő jelentette a végállomást a Lyon ellen, így a csapat lemaradt a Santiago Bernabéu stadionban megrendezett döntőről.

#### 2010–2011: Rekorddöntő idény

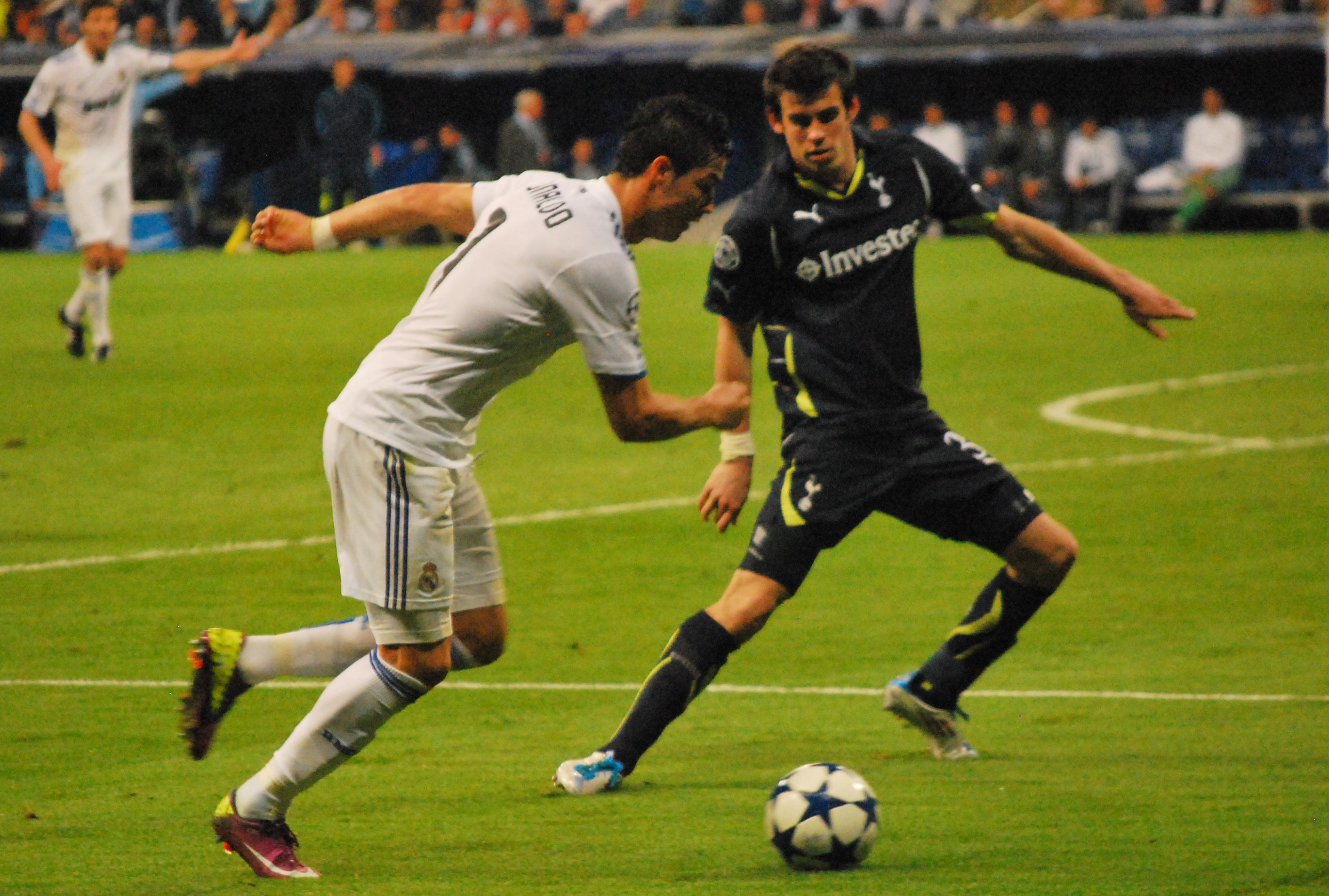
Gareth Bale (Tottenham) ellen

Raúl távozásával erre az idényre megkaphatta kedvenc mezszámát, a hetest. Október 23-án, a Racing de Santander ellen egyéni rekordot döntött azzal, hogy négyszer is gólt tudott szerezni. Ez volt az utolsó abban a hatmérkőzéses sorozatban, amely során 11 gólt szerzett (három bajnoki, egy BL-összecsapás és két válogatott-találkozó), ezzel is egyéni rekordot döntött. Mielőtt a Real súlyos, 5–0-s vereséget szenvedett az aktuális El Clásicón, Ronaldo megszerezte La Liga-pályafutása második mesterhármasát az Athletic Club ellen. A kupában, a Levante 8–0-s legyőzésekor ugyancsak három találatot jegyzett.
A 2011-es naptári év jól kezdődött számára, a szezon végén pedig több klubrekordot is megdöntött. A jó sorozat a Getafe ellen kezdődött, majd a Villarreal ellen háromszor talált be (a negyedik gólnál ő adta Kakának a gólpasszt). Később visszaesett a teljesítménye, számtalanszor csak a kapufát találta el. Legközelebb a Málaga ellen szerzett gólt március 3-án (hármat), de ezt követően egy kisebb sérülés miatt két hetet ki kellett hagynia. Áprilisban jó formában tért vissza, és a hónap végén minden sorozatot figyelembe véve már 40 gólnál tartott. A második El Clásicón megszerezte a negyvenegyediket, a győztes kupadöntőn, ugyancsak a Barcelona ellen a negyvenkettediket. Később ezt mind a Marca, mind a Real Madrid honlapján szavazók az év góljának választották. A bajnokságban viszont  a Real ismét a Barcelona mögé szorult, valamint a BL-elődöntőjében is az ősi rivális búcsúztatta a királyiakat. A szezon végén 40 bajnoki góllal zárt, amivel megdöntötte a korábbi, Telmo Zarra és Hugo Sánchez által felállított 38 találatos csúcsot. Az összes kiírásban szerzett 53 góljával Puskás Ferenc rekordját (49) döntötte meg a klubnál.

#### 2011–2012: Bajnoki cím
A Real a korábbi évekhez hasonlóan az USA-ban kezdte meg felkészülését. Ronaldo mindkét mérkőzésen, a Los Angeles Galaxy és a Guadalajara ellen is betalált, utóbbi ellen háromszor. Augusztus 17-én, a Barcelona elleni szuperkupa-mérkőzésen megszerezte századik gólját a Real Madrid színeiben. Augusztus 27-én, a Real Zaragoza ellen mesterhármassal indította a bajnokságot.
Szeptember 24-én, a Rayo Vallecano ellen megszerezte kilencedik La Liga-, és tizedik Real-mesterhármasát. Október 22-én, miután az előző három fordulóban nem szerzett gólt, ismét háromszor talált be a Málaga ellen. November 6-án, az Osasuna ellen ismét háromszor volt eredményes, a Real 7–1-s győzelme azt jelentette, hogy a bajnokság félidejénél biztosan a Királyi Gárda lesz az élen. November 26-án két gólt szerzett a madridi derbin, az Atlético ellen. Az áprilisi El Clásicón győztes gólt szerzett Barcelonában, ezzel a Madrid gyakorlatilag bebiztosította a bajnoki címét. A BL-ben duplázott a Bayern elleni elődöntőben, viszont az összesítésben fennálló döntetlen állást követő büntetőpárbajban hibázott, a Real pedig kiesett. Az Aranylabda-szavazáson Lionel Messi mögött a második helyen végzett.

#### 2012–2013: Szuperkupa-győzelem
A 2012–13-as idényt rögtön egy új trófea, a Supercopa de España elhódításával kezdte a Királyi Gárda, ez volt a harmadik spanyol trófeája a portugálnak, aki góllal segítette a Barcelonát idegenben lőtt több góllal felülmúló Real Madridot. Továbbra is gólerős játékot nyújtott, közelített a 150. góljához a madridi klubban.
Az idény közben több kiemelkedő teljesítménye akadt, ilyen volt például a Deportivónak és a Bajnokok Ligájában az Ajaxnak lőtt mesterhármasa. Ebben az évben újabb rekordot is felállított, ő lett az első játékos aki egymást követő hat El Clásicón is betalált a kapuba.
Az év végi Aranylabda szavazáson a második helyen végzett az immár négyszeres győztes Messi mögött. A bajnoki szezont a második helyen zárta a Real a Barcelona mögött, a BL-ből az elődöntőben, a Borussia Dortmund ellen búcsúzott, Robert Lewandowski mesternégyesének is köszönhetően. Ronaldo másodszor lett a sorozat gólkirálya. A Király-kupában a hazai pályán játszott finálét is elbukták a városi rivális Atlético Madrid ellen, Ronaldót kiállították.

#### 2013–2014:La Décima
Ez az idény újabb Aranylabda-győzelmet és újabb Bajnokok Ligája győzelmet hozott Ronaldonak, ami a Real Madrid tizedik BL-sikere volt, azaz elérték a La Décimát. 2014. január 30-án az elmúlt 60 év első nem spanyol kapitánya volt az El Clasicón a Madrid színeiben, amely mérkőzés egyben az 500. hivatalos klubmérkőzése is volt egyben.
Három nappal korábban mesterhármast lőtt a Getafénak, majd ugyancsak háromszor volt eredményes a Celta Vigo és a Sevilla ellen, utóbbi mérkőzésen megszerezte 200. gólját a királyiak színeiben, mindössze a 197. mérkőzésén. A Madrid a bajnoki hajrában végül 3 pont lemaradással csak a harmadik helyen végzett az Atlético és a Barcelona mögött, viszont bejutott a Copa del Rey fináléjába, ahol a Barcelonát múlták felül, majd az Atletico Madrid ellen drámai körülmények között szerezték meg a BL-győzelmet. Diego Godín góljával az Atleti egészen a hosszabbítás utolsó percéig vezetett, amikor Sergio Ramos fejesével egyenlített a Real, majd a ráadásban még háromszor is betalálva végül 4-1-es győzelmet arattak. Ronaldo az utolsó, negyedik gólt szerezte büntetőből. Ő lett a sorozat gólkirálya is, rekordot jelentő 17 góllal, megválasztották az év játékosának, valamint a spanyol bajnokság gólkirálya és európai aranycipős is lett.

#### 2014–2015: Európai aranycipő
A következő, 2014-2015-ös idényben Ronaldo új egyéni gólcsúcsot állított fel azzal, hogy minden sorozatot figyelembe véve 61 gólt szerzett. Az szezon első trófeáját a Sevilla elleni UEFA-szuperkupa győzelem jelentette. (2-0) Az ezt követő időszakban az első nyolc bajnoki fordulóban tizenötször volt eredményes, köztük háromszor a Deportivo La Coruña, és az Athletic Bilbao, valamint négyszer az Elche ellen.
December 6-án a rekordot jelentő 23. mesterhármasát is megszerezte a spanyol bajnokságban, ezúttal a Celta Vigo volt a szenvedő fél. A Granada ellen 9-1-re megnyert bajnokin karrierje során először szerzett öt gólt.
Ő lett a leggyorsabb játékos aki elérte a 200. gólját a spanyol bajnokságban, ehhez mindössze 178 mérkőzésre volt szüksége. December végén újabb trófeát, a FIFA-klubvilágbajnokságot nyerte meg csapatával, majd 2015 januárjában egymást követő második, összességében harmadik alkalommal vehette át az Aranylabdát. Ezzel olyan játékosokhoz csatlakozott, mint Michel Platini, Marco van Basten vagy Johan Cruijff. A bajnokságot, a BL-t és a spanyol kupát is a Barcelona nyerte. A Real a BL-ből az elődöntőben búcsúzott a Juventus ellen, bár Ronaldo mindkét meccsen gólt szerzett. A portugál a bajnokságban és a BL-ben is gólkirály lett, valamint ő lett az európai aranycipős is.

#### 2015–2016: Bajnokok Ligája-győzelem
Ebben az idényben a Real Madridot a kupából kizárták, Gyenyisz Cserisev jogosulatlan szerepeltetése miatt, a bajnokságban is mindvégig a Barcelona, Atlético Madrid páros mögött voltak, igaz végül a második helyet megszerezték, minimális lemaradással.
A Bajnokok Ligája döntőjébe sikerült bejutniuk, ott pedig újra a két éve már legyőzött Atlético Madrid várt rájuk. A mérkőzés 1–1-re végződött a rendes játékidőben, majd büntetőkkel dőlt el a tizenegyedik elsőségét szerző Real Madrid javára. Ronaldo sorozatban harmadszor lett a sorozat gólkirálya, ezúttal 16 gólt szerezve. A bajnokságban karrierje második mesterötösét szerezte az Espanyol otthonában.
Az Aranylabda szavazáson a második helyen végzett Messi mögött.

#### 2016–2017: A leggólerősebb Real Madrid-játékos
A 2016–2017-es klubidényt az Európa-bajnokság döntőjében összeszedett sérülése miatt késve kezdhette el, így lemaradt a győztes UEFA-szuperkupa mérkőzésről is. 2016. szeptember 10-én góllal tért vissza az Osasuna ellen, majd a Sporting CP elleni BL-csoportmérkőzésen is betalált volt csapatának, az utolsó percben győztes találatot szerezve, szabadrúgásból. 2016-ban ismét elnyerte a France Football Aranylabdáját. December közepén, a Japánban megrendezett klub-világbajnokságon két mérkőzésen négyszer talált a hálóba, a döntőben a hazai Kasima Antlers ellen mesterhármast szerzett. Őt választották a döntő és a torna legjobb játékosának és ő lett a gólkirály is. 2017. január 9-én a FIFA zürichi gáláján az év labdarúgója díjat is elnyerte.
A Real Madrid a bajnoki címet és a Bajnokok Ligája-serleget is elhódította, 1958 után először dupláztak. Ronaldo a Bayern elleni BL-negyeddöntőben öt gólt szerzett, idegenben duplázott majd a visszavágón mesterhármast szerzett. Az elődöntőben ismét triplázott a városi rivális Atlético ellen. A döntőben kétszer köszönt be a Juventus ellen. Zsinórban ötödször lett a sorozat gólkirálya, valamint ő lett az első játékos, aki három különböző BL-fináléban is betalált. A Real Madrid lett az első csapat, amely megtudta védeni BL-címét.
2017. június 6-án a kanadai EA Sports videójáték-fejlesztő FIFA videójáték-sorozat következő, 18-as szériájának globális arca lett, a videójáték borítóján ő szerepelt.

#### 2017–2018: Ötödik Bajnokok Ligája-győzelem

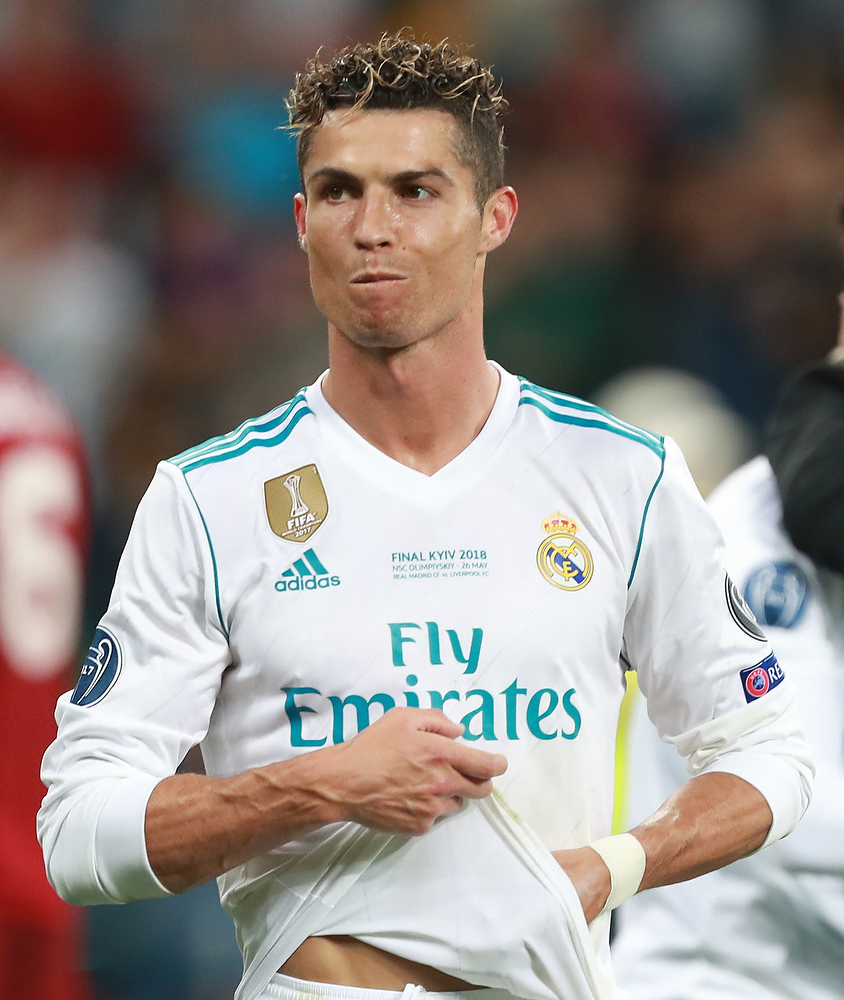
2018-ban, még a Real játékosaként

A szezon kezdetén ő lőtte a Real Madrid második gólját a Barcelona elleni Spanyol szuperkupa-döntő első felvonásán, amit a madridiak 3–1-re nyertek meg a barcelonai Camp Nou-ban. A mérkőzés hajrájában kiállították második sárga lapos figyelmeztetés miatt. Később öt meccses eltiltást kapott, mert meglökte a bírót. A 400. meccsén Ronaldo két gólt szerzett a Borussia Dortmund vendégeként a Bajnokok Ligájában, meglőve ezzel a 411. gólját az együttesben. Október 23-án az éves teljesítményéért megkapta a FIFA Év játékosa-díjat, amit így zsinórban másodszor nyert meg. December 6-án, a Dortmundnak lőtt góljával az első olyan játékossá vált, aki mind a hat Bajnokok Ligája-csoportmeccsen gólt tudott szerezni. Az év végén a Real megszerezte a klubvilágbajnoki címet, Ronaldo a döntőben győztes gólt szerzett szabadrúgásból. Egy nappal később az Eiffel-toronyban átvehette pályafutása ötödik Aranylabdáját, beérve ezzel a rekorder Lionel Messit. 2018. március 3-án a Getafe elleni 3–1-s Real Madrid-siker alkalmával lőtt két góljával megszerezte a 300. gólját is (286. La Liga meccsén), ezt az eredményt ő érte el a legkevesebb mérkőzés alatt, a gólok számában pedig csak Lionel Messi előzi meg. Március 18-án meglőtte pályafutása 50. mesterhármasát a Girona elleni, 6–3-s Real győzelmet hozó mérkőzésen.
Április 3-án két gólt lőtt a Juventus vendégeként 3–0-ra megnyert Bajnokok Ligája-negyeddöntőben. Pályafutása 650. gólját az Atlético Madridnak lőtte egy 1–1-s mérkőzés alkalmával. Április 11-én gólt szerzett a Juventus elleni negyeddöntő második mérkőzésének utolsó pillanatában, büntetőből, ezzel eldöntve a továbbjutást. Ez egyben a tizedik gólja volt az olasz csapat ellen, ami Bajnokok Ligája-rekord. A döntőben, május 26-án a Real Madrid megverte a Liverpoolt 3–1-re, ezzel Ronaldo pályafutása ötödik Bajnokok Ligája-döntőjét nyerte, ami rekord, egyben pedig zsinórban ez volt a 3. sikere. A BL-szezont 15 góllal fejezte be, így egymás utáni hat szezonon keresztül lett a legjobb góllövője a kiírásnak. A bajnokságban a Barcelona és az Atlético Madrid mögött csak harmadik helyen végeztek. A Bajnokok Ligája-finálét követően Ronaldo nyilatkozatot tett, melyben megköszönte, hogy a Real Madrid játékosa lehetett, ezzel a távozásáról szóló pletykáknak táptalajt adva.

### Juventus
Hiába a hónapokig tartó tárgyalások, és a Real Madrid új szerződése, 2018. július 10-én az olasz Juventus gárdájához szerződött 100 millió euróért cserébe, ez a kontraktus tartalmazott további 12 millió eurós díjat, illetve egyéb pénzösszegeket, melyet Ronaldo ifjúsági klubjai kaptak meg. Ez volt az első alkalom, hogy 30 év feletti játékosért ilyen magas összeget fizettek, és a legtöbb, melyet egy olasz klub adott ki érte. Miután aláírt a torinóiakhoz, távozása indokaként az új kihívás szükségességét említette, később azonban megjegyezte, Florentino Pérez támogatása hiánya is közrejátszott abban, hogy egyesületet váltott.

#### 2018–2020: Az egymást követő bajnoki címek
Augusztus 18-án a Verona elleni 3–2-es idegenbeli győzelem alkalmával debütált az olasz bajnokságban. Szeptember 16-án megszerezte első két gólját a klub színeiben a negyedik meccsén, mely során a Sassuolo ellen 2–1-es győzelmet arattak; második találata pályafutása 400. gólja volt. Szeptember 19-én, első Bajnokok Ligája mérkőzésén a Juventusban erőszakos magatartása miatt állították ki a 29. percben, 154 bajnoki összecsapása után ez volt az első piros lapja. Ronaldo lett a történelem első játékosa, aki 100 Bajnokok Ligája találkozót nyert meg, a Valencia ellen Mario Mandžukić találatával 1–0-ra nyertek, ugyanakkor az egyenes-kieséses szakaszba nem jutottak tovább. Decemberben tizenegyesből jegyezte tizedik bajnoki gólját, a Fiorentina ellen idegenben 3–0-s sikert arattak. Miután Luka Modrić mögött először lett második három év után a 2017-es UEFA év férfi labdarúgója és a FIFA az év férfi labdarúgója díjazása során, a 2018-as Aranylabda szavazásán is második lett, ahol szintén Real Madridos csapattársa mögött végzett. 2019. január 16-án megnyerte első trófeáját a klubbal, az AC Milan ellen az Olasz szuperkupa során fejjel volt eredményes, a találkozót 1–0-ra nyerték meg.
Február 10-én a kilencedik egymást követő idegenbeli bajnoki meccsén a Sassuolo elleni 3–0-s győzelem alkalmával ismét betalált, ezzel beérte Giuseppe Signori rekordját. Március 12-én az Atléticó Madrid elleni 3–0-s győzelemmel véget érő második mérkőzésen a Bajnokok Ligája nyolcaddöntőjében mesterhármast ért el, ezzel klubja kétgólos hátrányát ledolgozva bejutott a negyeddöntőbe. A következő hónapban, április 10-én az Ajax elleni negyeddöntő első összecsapásán az 1–1-es döntetlen alkalmával újra gólt szerzett, ezzel a sorozatban megszerezte 125. gólját. Az április 16-i visszavágón az első találat az ő nevéhez fűződött, de a Juventus 2–1-es vereséget szenvedettt, így búcsúzott a kiírástól. Április 20-án a Fiorentina ellen 2–1-re győztek, ezzel sorozatban nyolcadik bajnoki címét szerezte meg, ezzel ő lett az első játékos, aki bajnok lett Angliában, Spanyolországban és Olaszországban. Április 27-én 600. klubgólját jegyezte a rivális Inter Milan elleni 1–1-gyel végződő találkozón. Első Serie A szezonját 21 góllal és 8 gólpasszal zárta, és megnyerte a legértékesebb Serie A játékos-díjat is.

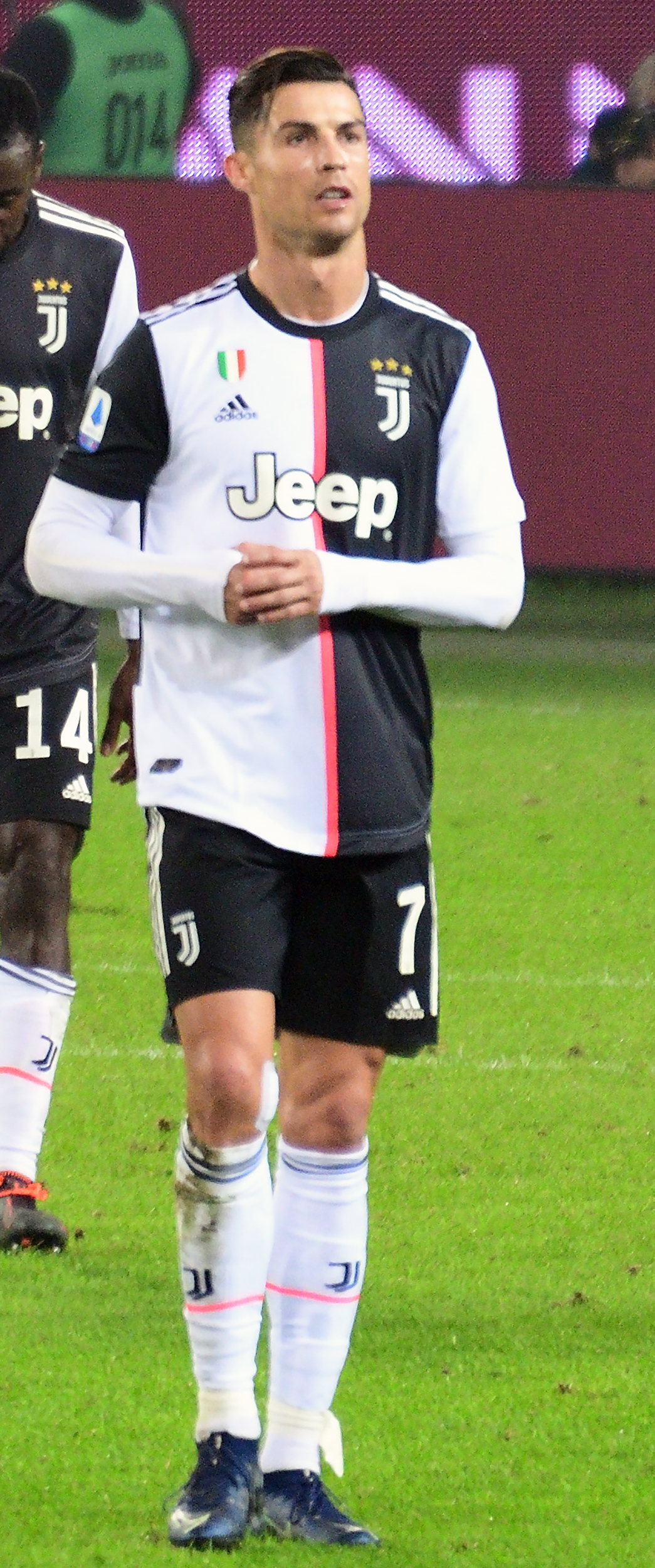
A Juventus játékosaként a Torino ellen a 2019–2020-as szezonban

A 2019–2020-as szezonban első gólját 2019. augusztus 31-én a Napoli elleni 4–3-as siker során jegyezte. Szeptember 28-án harmadik lett a FIFA év férfi labdarúgója díjazásában. Október 1-jén több mérföldkövet ért el, miután a Bajnokok Ligája csoportkörében 3–0-ra legyőzték a Bayer Leverkusent: zsinórban a 14. Bajnokok Ligája szezonjában volt eredményes, ez Messi és Raúl csúcsával volt egyenlő; megdöntötte Iker Casillas legtöbb Bajnokok Ligája győzelmet elérő rekordját, mely megegyezett Raúl csúcsával, aki ezt 33 különböző ellenféllel szemben érte el. November 6-án, a Lokomitiv Moszkva 2–1-es legyőzésével 174 pályára lépésével beérte Paolo Maldinit, aki az UEFA tornákon a legtöbbet pályára lépő játékosnak számít. A Sampdoria elleni 2–1-es győzelem során 2,57 méterre ugrott fel, mely magasabb, mint a keresztléc elhelyezkedése, és fejjel szerzett gólt. 2020. január 6-án első bajnoki mesterhármasát érte el, a Cagliari gárdáját 4–0-ra győzték le. Ez volt karrierje 56. mesterhármasa, Alexis Sánchez után pedig ő lett az első játékos, aki három gólt szerzett egy mérkőzésen a Premier League-ben, a La Ligában és a Serie A-ban. Február 2-án kétszer volt eredményes büntetőből a Fiorentina ellen elért 3–0-s győzelem folyamán, ez David Trezeguet klubrekordjával egyezett meg, aki egymást követő kilenc bajnoki meccsen is eredményes tudott lenni, hat nappal később pedig megdöntötte rekordját, amikor tizedik egymást követő bajnoki meccsén is gólt jegyzett, ekkor 2–1-es vereséget szenvedtek a Hellas Veronától. Február 22-én a rekordot jelentő, 11. bajnoki meccsén is gólt lőtt, ez volt ezredik profi mérkőzése Gabriel Batistuta és Fabio Quagliarella mellett, a Juventus pedig 2–1-re nyert a SPAL ellen.
Június 22-én a Bologna ellen büntetőből szerzett gólt, ezzel megelőzve Rui Costát a Serie A legtöbb gólt szerző portugál játékosa lett, csapata 2–0-s sikert aratott. Július 4-én 25. bajnoki találatát jegyezte szabadrúgásból a városi rivális Torino elleni 4–1-es hazai győzelem során, ezzel ő lett az első Juventus játékos, aki elérte ezt Omar Sívori 1961-ben történő teljesítménye után, továbbá ez volt az első gólja szabadrúgásból a klubban 43. próbálkozása után. Július 20-án két gól fűződött a nevéhez, miután 2–1-re győzték le a Laziót. Első találata az 50. olasz bajnoki gólját jelentette. Gunnar Nordahl után a második labdarúgó lett, akinek ezt sikerült teljesítenie, és a történelem első játékosává vált, aki a Premier League-ben, a La Ligában és a Serie A-ban is elérte ezt. A Juventus történetében viszont a harmadik játékos lett, akinek ez a rekord fűződött a nevéhez, ezt előtte Felice Borel 1934-ben, illetve John Hansen 1952-ben tudta elérni. Ő lett a legidősebb játékos 35 évesen és 166 naposan, aki több mint 30 gólt szerzett az öt legjobb európai bajnokság egyikében Ronnie Rooke 1948-as teljesítménye után. Július 26-án a Sampdoria ellen az első gól az ő nevéhez fűződött a 2–0-s siker folyamán, melynek eredményeként a Juventus sorozatban kilencszer lett bajnok. Második bajnoki idényében 31-szer vette be az ellenfelek kapuját, ezzel a Serie A második legeredményesebb gólkirálya lett az Európai-aranycipő győztes, Ciro Immobile 36 gólja mögött. Augusztus 7-én, a Bajnokok Ligája nyolcaddöntő első mérkőzésén a Lyon 2–1-es legyőzésével ismét gólt jegyzett, így összesen 37 góllal zárta a szezont, ezzel pedig megdöntötte Borel 36 gólos klubrekordját. A győzelem ellenére azonban búcsúztak a sorozattól, összesítésben 2–2 arányban az idegenben lőtt több gól szabály alapján.

#### 2020–2021: A századik Juventus-gól, gólkirályi cím
2020. szeptember 20-án gólt szerzett a Juventus szezonnyitó mérkőzésén, amelyet 3–0-ra nyert meg a torinói klub a Sampdoria ellen. November 1-jén, miután közel három hetet hagyott ki koronavírus-fertőzés miatt, csereként állt be a Spezia elleni bajnokin, három perccel később pedig gólt szerzett, majd a mérkőzés folyamán még egyet, a Juventus pedig 4–1-re győzött. December 2-án eredményes volt a Dinamo Kijev elleni Bajnokok Ligája-csoportmérkőzésen is, ezzel pedig felnőtt pályafutása 750. gólját szerezte.  December 13-án 100. alkalommal lépett pályára a Juventus színeiben tétmérkőzésen a Genoa elleni 3–1-es győzelem során, és két gólt szerzett, mindkettőt büntetőből. 2021. január 20-án, a Napoli elleni Szuperkupa-mérkőzésen csapata első gólját szerezte. Március 2-án profi pályafutása 600. bajnoki mérkőzésén gólt szerzett a Spezia elleni 3–0-s győzelem során, és ő lett az első játékos, aki az ezt megelőző 12 egymást követő szezonban legalább 20 gólt szerzett a legjobb öt európai bajnokság valamelyikében. Március 9-én a Juventust az FC Porto búcsúztatta a Bajnokok Ligája nyolcaddöntőjében, négy nappal később a Cagliari elleni 3–1-es győzelem során pedig megszerezte pályafutása 57. mesterhármasát.
Május 12-én, a Sassuolo elleni idegenbeli 3–1-es győzelem során megszerezte 100. gólját is a Juventusban, mindehhez 131 tétmérkőzésre volt szüksége. Május 21-én az Olasz Kupa döntőjében a torinóiak 2–1-re legyőzték az Atalantát, ezzel pedig Ronaldo lett az első a sportág történetében, aki minden lehetséges klubtrófeát egyaránt megnyert Angliában, Spanyolországban és Olaszországban is. A szezon végén 29 góllal ő lett a gólkirály, egyszersmind az első a labdarúgás történetében, aki az angol, a spanyol és az olasz bajnokságban is gólkirály tudott lenni.

### Manchester United

#### 2021–2022: Egymást követő Premier League-gólok, visszatérése

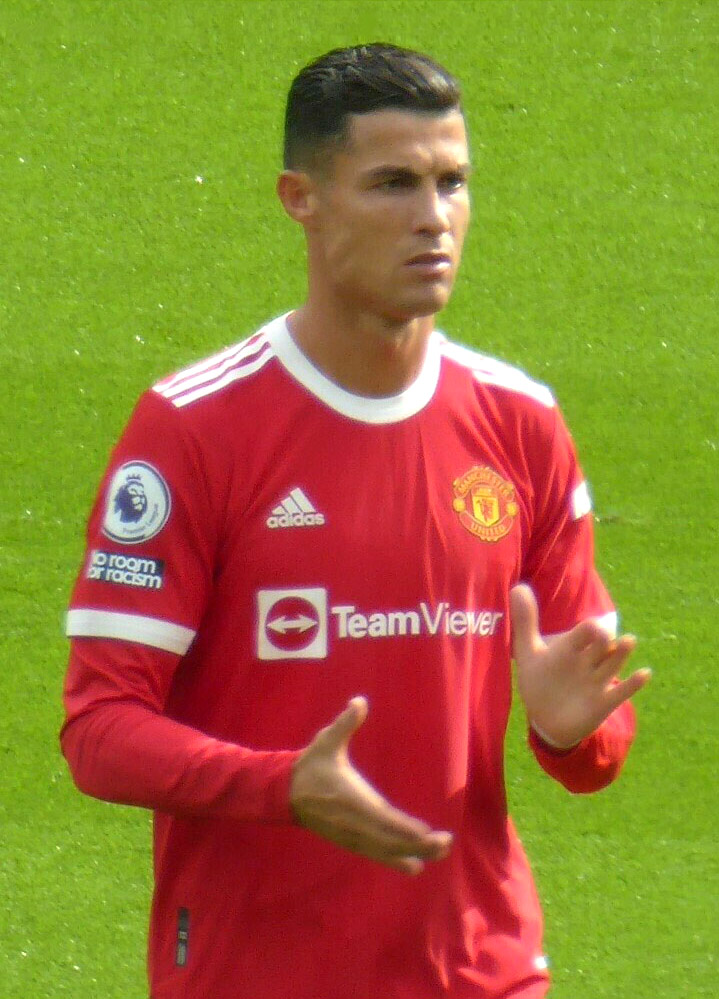
Első mérkőzése előtt a United színeiben, visszatérése után

2021. augusztus 27-én a Manchester United hivatalosan bejelentette Ronaldo visszatérését. A megegyezést megelőző napokban sajtóhírek összekötötték a játékost a Manchester City-vel is. Ronaldo ezen a napon elbúcsúzott a Juventus szurkolóitól is, megköszönve nekik az előző években nyújtott támogatást. A Juventus hivatalos közleménye szerint az angol klub 15 millió eurót fizetett a portugál játékosért, amely további feltételek teljesülése esetében további nyolcmillió eurót kell hogy utaljon a torinóiaknak. A United szeptember 2-án jelentette be, hogy Ronaldo a csapatnál töltött második időszakában is a hetes mezszámban fog játszani, miután Edinson Cavani a 21-esre váltott.
A csapatban Ronaldo 2021. szeptember 11-én debütált másodjára az Old Traffordon, a Newcastle United ellen, és két gólt is szerzett a 4–1 arányú bajnoki győzelem során. Szeptember 29-én ő szerezte a győztes gólt a United Villarreal elleni mérkőzésén, a 95. percben. Ezen a meccsen megdöntötte Iker Casillas rekordját, mint a játékos a legtöbb szerepléssel a Bajnokok Ligájában.

#### 2022–2023: az utolsó United-szezon és távozása

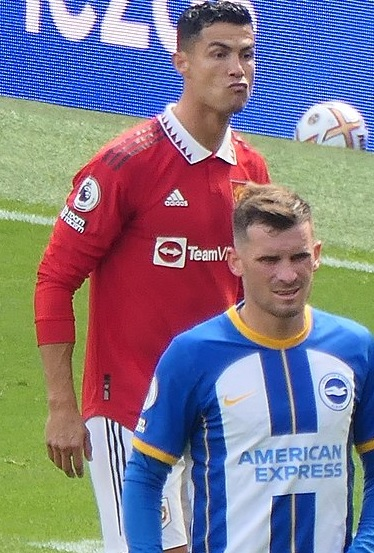
A Brighton elleni mérkőzésen

Azt követően, hogy a nyár során folytonos sajtóhírek szerint távozni szeretett volna a csapattól és családi okokból ki kellett hagynia a felkészülési mérkőzéseket, Ronaldo ügynöke, Jorge Mendes több csapattal is elkezdett egyezkedni esetleges átigazolásokról vagy kölcsönszerződésekről, mivel a játékos a Bajnokok Ligájában szeretett volna játszani. Ezek között a csapatok között volt a Bayern München, a Chelsea és a Paris Saint-Germain. Viszont életkora és magas fizetése miatt több Európai topcsapat is elutasította leszerződtetésének lehetőségét.
Ronaldo visszatért a United keretébe a Brighton elleni szezonnyitóra, ahol csereként szerepelt. Elvesztette kezdő pozícióját Marcus Rashford és Anthony Martial kiemelkedő teljesítményei miatt, csak az Európa-ligában kezdett. Szezonja szokatlanul rosszul kezdődött, egészen szeptember közepéig kellett várnia első találatáig, ekkor a Sheriff Tiraspol csapat ellen talált be. Október 2-án nem lépett pályára a manchesteri derbin, Erik ten Hag elmondása szerint azért, mert túlságosan „tisztelte a játékos karrierjét,” hogy pályára hozza a 6–3-s vereség alatt. Hétszázadik gólját klubcsapatokban az Everton ellen szerezte meg, 2022. október 9-én. A labdarúgás történetének első játékosa lett, aki 700 gólt tudott szerezni klubcsapatokban. Tíz nappal később nem volt hajlandó csereként beállni a Tottenham Hotspur ellen és még idő előtt elhagyta a stadiont. Ennek következtében a Manchester United bejelentette, hogy nem szerepel a keretben a csapat következő mérkőzésére és a kerettől külön kellett edzenie. Egy héttel később már ismét kezdő volt a Sheriff ellen, megszerezve a Vörös Ördögök harmadik gólját és bebiztosítva a továbbjutást. Az Aston Villa elleni bajnokin november 6-án csapatkapitánynak nevezte Erik ten Hag, kiemelve, hogy a keret nagyon fontos tagja volt. A United 3–1-re kikapott. Később kiderült, hogy ez volt utolsó pályára lépése a vörös mezben, mivel nem szerepelt az utolsó meccsen a világbajnokság előtt.
2022 novemberében interjút adott Piers Morgannek, amiben elmondta, hogy úgy érezte, hogy „cserben hagyta” őt a United és megpróbálták kikényszeríteni a csapatból, „nem csak az edző, hanem többen is a csapat környékéről.” Azt nyilatkozta, hogy megkérdőjelezték, hogy lánya tényleg beteg volt-e, amikor nem tudott elutazni a csapattal Thaiföldre és Ausztráliába. Elmondta, hogy „nem tiszteli ten Hagot, mert ő se mutat felé tiszteletet.” Ronaldo kijelentette, hogy ten Hag provokálni akarta azzal, hogy nem szerepelt a Manchester City ellen, majd azzal, hogy csak pár percet akart neki adni a Tottenham ellen, majd hozzá tette, hogy sajnálja, hogy idő előtt elhagyta a stadiont. Ezek mellett kritizálta Ralf Rangnick kinevezését, azt mondva, hogy „egy sportigazgató, nem menedzser,” hozzátéve, hogy „soha nem hallott róla.” Azt is kiemelte, hogy a klub nem fejlődött Alex Ferguson távozása óta, annak ellenére, hogy „technológiai és infrastrukturális változásokat” várt. Azt mondta, hogy a csapat tulajdonosait, a Glazer-családot nem érdekli a csapat, mivel soha nem beszélt velük és egy „marketingcsapat”-nak nevezte a Unitedet. Az interjút követően, ami november 16-án és 17-én jelent meg, a United elkezdte megvizsgálni, hogy a játékos megszegte-e szerződését. Nem sokkal később, 2022. november 22-én közös megegyezéssel szerződést bontott vele a Manchester United.

### en-Naszr

#### 2022–2023: Első szezon és bajnoki második hely
2022. december 30-án két és fél éves szerződést írt alá a szaúd-arábiai en-Naszr csapattal. Fabrizio Romano (The Guardian) és a BBC szerint ezzel a megegyezéssel a világ legtöbbet kereső labdarúgója lett, évente 200 millió eurós bevétellel. Ezek mellett a szerződés aláírásáért is kapott 100 millió eurót. Romano kijelentette, hogy Ronaldo elutasított ajánlatokat az észak-amerikai bajnokságban játszó Sporting Kansas City csapatától, hogy Szaúd-Arábia igazoljon.
Eredetileg az et-Tájí ellen mutatkozott volna be, 2023. január 5-én, de le kellett tölteni egy két mérkőzéses eltiltást, amit még a Manchester United játékosaként kapott, amiért kiütött egy telefont egy Everton-rajongó kezéből 2022 áprilisában.
2023. január 19-én játszott először, amióta Szaúd-Arábiába igazolt, egy barátságos mérkőzésen az en-Naszr és az el-Hilál játékosaiból összeállított csapat színeiben, a Paris Saint-Germain ellen. Duplázott az első félidőben, mielőtt lecserélték egy óra elteltével. A mérkőzést a PSG nyerte meg 5–4-re. Három nappal később mutatkozott be a bajnokságban, az el-Áttifák ellen, míg első gólját az el-Fateh ellen szerezte, egy büntető értékesítve az utolsó percben. Február 9-én ő szerezte csapata összes gólját a az el-Vahda elleni 4–0-ás végeredményű mérkőzésen, első találata 500. bajnoki gólja volt pályafutása során. Február 25-én szerezte második mesterhármasát a kék-sárga mezben, mikor az en-Naszr 3–0-ra verte a Damakot. Februárban a hónap játékosának választották.
Miután az En-Naszr második helyen végzett a bajnokságban, biztossá vált, hogy Ronaldo újabb szezonban marad trófea nélkül.

#### 2023–2024: Arab Bajnokcsapatok Kupája-győzelem

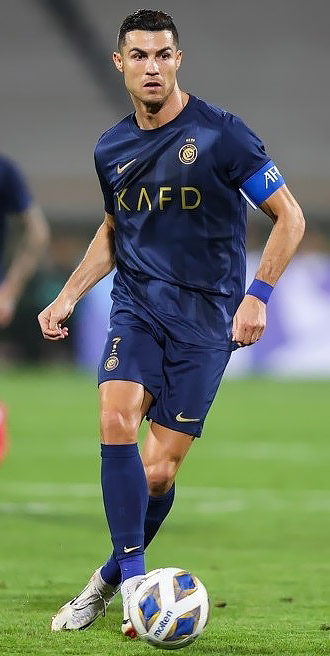
Az en-Naszr színeiben, 2023 szeptemberében

Ronaldo érkezését követően több addig Európában játszó labdarúgó tette át székhelyét Szaúd-Arábiába, többek között Karim Benzema, Sadio Mané, N’Golo Kanté, Sergej Milinković-Savić, Rijad Mahrez, Roberto Firmino és Neymar is szaúdi klubhoz szerződött a nyári átigazolási időszak alatt, ebben pedig neki is nagy szerepe lehetett.
Első gólját a szezonban 2023. július 31-én, a tunéziai US Monasztir ellen szerezte az Arab Bajnokcsapatok Kupájában. A következő mérkőzésen az egyiptomi Ez-Zamálek ellen 1–1-s döntetlenre mentette a mérkőzést, csapata pedig a negyeddöntőben folytathatta. Az augusztus 9-én megrendezett elődöntőben a mérkőzés egyetlen gólját szerezte, ezzel pedig a szaúdi klub története során először bejutott az Arab Bajnokcsapatok Kupája döntőjébe. Az augusztus 12-i döntőben csapata mindkét gólját ő szerezte az el-Hilál ellen, a gárda pedig megnyerte az Arab Bajnokcsapatok Kupáját. Ronaldo hat szerzett góljával a torna gólkirályi címét is elhódította.
Első bajnoki mérkőzését a szezonban az et-Távun ellen játszotta, ahol csapata 2–0-s vereséget szenvedett. Augusztus 25-én első mesterhármasát jegyezte a szaúdi bajnokságban az el-Fateh ellen. Négy nappal később két gólt és egy gólpasszt szerzett az es-Sabáb együttese ellen. Remek teljesítményének köszönhetően augusztus hónap legjobb játékosának választották a szaúdi bajnokságban. Szeptember 2-án pályafutása 850. gólját lőtte az el-Hazem elleni idegenbeli bajnokin. Október 2-án, a tádzsik FC Istiklol elleni hazai mérkőzésen megszerezte első gólját az AFC-bajnokok ligájában, ő szerezte az egyenlítő találatot a végül 3–1-re megnyert találkozón. Egy nappal később ismét ő lett a hónap játékosa a szaúdi bajnokságban, szeptemberben négy mérkőzésen öt gólt és három gólpasszt jegyzett.

### A válogatottban
Ronaldo először 2003. augusztus 20-án, Kazahsztán ellen volt válogatott. Behívták a 2004-es hazai rendezésű Eb-re, ahol két gólt szerzett: előbb a görögök elleni csoportmeccsen, majd a hollandok elleni elődöntőben. A viadal végén, bár a döntőt elveszítették, bekerült a torna álomcsapatába. Ugyanebben az évben szerepelt a nemzeti csapattal az olimpián is.

#### 2006–2012

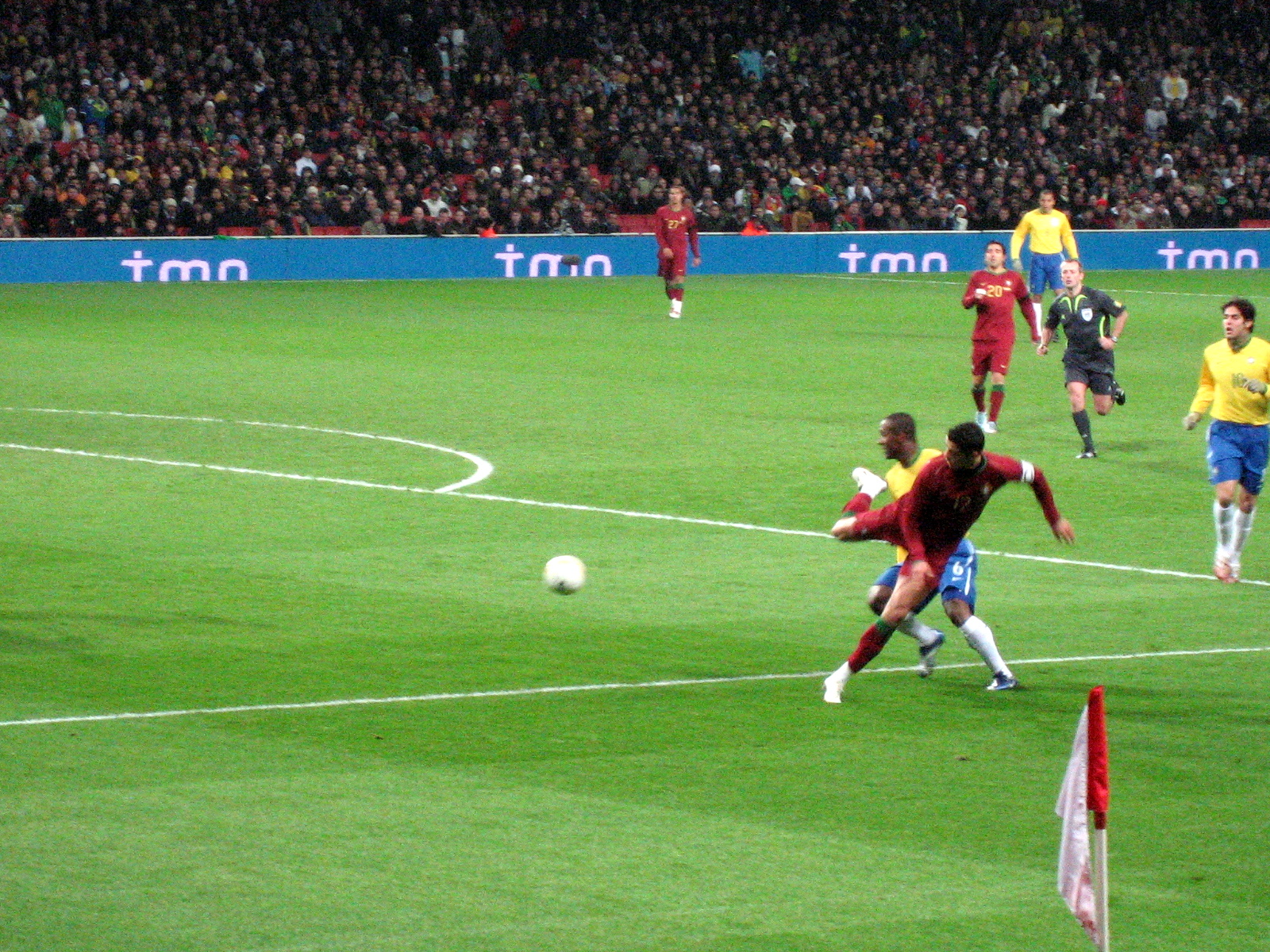
Brazília ellen

A 2006-os vb európai selejtezőinek második legeredményesebb gólszerzője volt hét találattal. A tornán egyetlen gólját Irán ellen szerezte, tizenegyesből.
A negyeddöntők során, Anglia ellen kisebb botrányba keveredett. Manchesteri csapattársát, Wayne Rooneyt az angol sajtó szerint az ő reklamálására állította ki Horacio Elizondo játékvezető. Később Ronaldo ezt tagadta. Az incidens után azonban cinkosan kacsintott portugál csapattársai felé, amit a tévék is közvetítettek, sokszor megismételve, és ez nem tett jót angliai népszerűségének.
Az ellenséges fogadtatás miatt talán ekkor voltak a legerősebbek a távozásáról szóló pletykák. Ronaldo ekkor külön kérte, hogy a Real Madridhoz igazolhasson. Sir Alex Ferguson ezúttal a portugál szövetségi kapitányt, Carlos Queirozt kérte meg, beszéljen vele, ezenkívül csapattársa, Rooney is próbálta maradásra bírni. Ronaldo végül maradt, és öt évvel hosszabbított.

A torna után, a legjobb fiatal játékos választásakor, ami részben a szurkolók szavazatain is múlik, az angolok komoly lejárató kampányt folytattak ellene. A díjat végül a német Lukas Podolski kapta, fő negatívumként Ronaldo viselkedését említették.

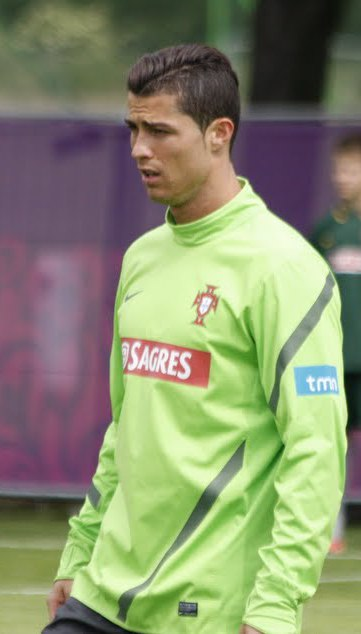
A 2012-es labdarúgó-Európa-bajnokság edzésén

Egy nappal huszonkettedik születésnapja után, pályafutása során először, megkapta a válogatott csapatkapitányi karszalagját, a Brazília elleni barátságos meccsen.
A 2008-as Eb-selejtezőkön összesen nyolc gólt rúgott, így Euzebiusz Smolarek mögött a második legtöbb gólt szerezte. Az Európa-bajnokságon Ronaldo 1 gólt szerzett, a csehek elleni csoportmeccsen, a portugálok a negyeddöntőben búcsúztak a döntőig jutó német válogatottal szemben.
A 2010-es vb-selejtezőkön a portugálok gyengén kezdtek, sokáig mindössze a negyedik helyen álltak, csak a selejtezősorozat végén kapaszkodtak fel a pótselejtezőt érő második helyre. A világbajnokságon Ronaldo egy találatot jegyzett, az Észak-Korea elleni 7-0-ra megnyert csoportmeccsen. A portugálok ezen a mérkőzésen kívül gólt sem tudtak szerezni,  a nyolcaddöntőben búcsúztak a spanyolok ellen.
A 2012-es Európa-bajnokságon a portugálok a torna legnehezebb csoportjába kerültek a német, a holland és a dán válogatott mellé. Ronaldo duplázott Hollandia ellen, a portugálok a németek mögött a második helyen jutottak tovább. A csehek elleni negyeddöntőben győztes gólt szerzett. Az elődöntőben gólnélküli döntetlent követően büntetőkkel alulmaradtak Spanyolországgal szemben, akik két évvel korábban a vb-ről is búcsúztatták őket, majd mindkét tornát megnyerték.
Ő lett az első olyan játékos a portugál válogatottban, aki öt nagy válogatott labdarúgótornán gólt szerzett: ide három Európa-bajnokság (2004, 2008, 2012) és két világbajnokság (2006, 2010) tartozik.

#### 2012–2016

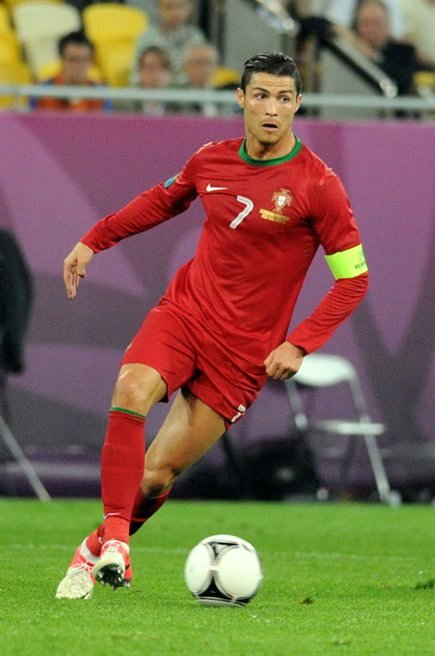
A portugál válogatottban 2012-ben

2012. október 12-én ünnepelhette 100. válogatottságát Észak-Írország ellen. A 2014-es labdarúgó-világbajnokság-selejtezők alatt összesen nyolc gólt szerzett, a Svédország elleni pótselejtezős párharc során emlékezetes gólpárbajt vívott Zlatan Ibrahimović ellen. A párharc második mérkőzésén mesterhármast ért el, megszerezte a válogatottban a 47. gólját, ezzel beállította Pauleta korábbi gólrekordját. 2014. március 5-én meg is döntötte ezt a rekordot miután betalált a Kamerun elleni mérkőzésen.
A 2014-es világbajnokságon kisebb combsérüléssel bajlódott, így nem tudott száz százalékos teljesítményt nyújtani. Ez meg is látszott a csapat eredményességén, ugyanis a portugálok már a csoportkör után búcsúztak.
A 2016-os Európa-bajnoki selejtezők alatt összesen öt gólt szerzett,. amivel összesítésben, minden Európa-bajnoki mérkőzést (selejtező, torna) ideértve 23 gólos lett, így ebben a vonatkozásban is ő lett minden idők legeredményesebbike.
A kontinenstorna első két mérkőzésén sem neki, sem csapatának nem ment a játék, a csoportkör utolsó fordulója előtt a kiesés szélére kerültek. Magyarország ellen 3-3-as döntetlennel éppen továbbjutottak, Ronaldo kétszer vette be Király Gábor kapuját. Ezen a mérkőzésen játszotta 17. Európa-bajnoki mérkőzését, valamint az első portugál lett aki hat világeseményen is gólt szerzett.
A következő két mérkőzésen a horvátok ellen az ő lövése után szerzett győztes gólt Ricardo Quaresma a hosszabbításban, míg Lengyelország ellen büntetőpárbaj után jutottak a legjobb négy közé. A Wales elleni elődöntőben klubbeli csapattársával, Gareth Balelel vívott párharcot, és ő szerezte a portugálok első gólját. (2-0) Ezzel beérte Michel Platinit az örök-góllövő lista élén. A döntőben mindössze 25 percet játszott miután Dimitri Payet durván szabálytalankodott ellene, de a társak nélküle is elhódították a trófeát Éder 109. percben szerzett góljával. Három góljával és ugyanennyi gólpasszával a torna második legjobb játékosának választották, és bekerült az All Star csapatba is.

#### 2016–2020
A portugál válogatott Európa-bajnokként vehetett részt a 2017-es konföderációs kupán. A nyitó meccs 2-2-es döntetlennel zárult Mexikó ellen, Ronaldo egy gólpasszt adott. A házigazda oroszok ellen már győztes gólt szerzett. Az Új-Zéland ellen 4-0-ra megnyert meccsen is betalált, büntetőből. Chile ellen az elődöntőben nem született gól, tizenegyesekkel alulmaradtak a portugálok. A megnyert bronzmeccsen Ronaldo már nem játszott.
A 2018-as világbajnokságon mesterhármast ért el a spanyolok elleni első meccsen, ez volt az első triplája világbajnokságon. A harmadik gólt a 90. percben szerezte, ezzel mentette döntetlenre a mérkőzést. Marokkó ellen győztes gólt szerzett. Irán ellen tizenegyest rontott, csak 1-1-re végeztek, ezzel elbukták a csoportelsőséget. A nyolcaddöntőben így Uruguay volt az ellenfél, és 2-1-es vereséget szenvedtek. Ronaldo bekerült a torna álomcsapatába.
2019-ben az első alkalommal kiírt Nemzetek Ligája négyes döntőjét Portugáliában rendezték, ahova Ronaldóék el is jutottak. Az elődöntőben mindjárt mesterhármast szerzett Svájc ellen, a döntőt pedig Guedes góljával nyerték Hollandia ellen. Ronaldo ezzel a korábban egyetlen trófeát sem nyert portugál válogatottat immár története második trófeájához vezette. A négyes döntő legjobb játékosának is megválasztották.
2019. szeptember 10-én négy gólt lőtt idegenben a Litvánia elleni 5–1-es győzelemmel véget érő 2020-as Európa-bajnokság selejtezőjén, ezzel 25 góljával megelőzte Robbie Keane-t, aki 23 találatával rekorder volt az Európa-bajnoki selejtezőkön elért gólok tekintetében. Rekordot állított fel azzal is, hogy 40 válogatott ellen volt eredményes, nyolcadik mesterhármasát produkálta a válogatottban. Október 14-én tizenegyesből szerezte meg pályafutása 700. találatát, úgy, hogy 974. alkalommal lépett pályára, azonban az Ukrajna elleni selejtezőmérkőzésen 2–1-es vereséget szenvedtek. November 17-én 99. válogatottbeli gólját jegyezte, a Luxemburg elleni meccset 2–0-ra megnyerve Portugália kvalifikálta magát a 2020-as Európa-bajnokságra. 2020. szeptember 8-án megszerezte 100. és 101. válogatott gólját a Svédország elleni 2–0-s idegenbeli győzelem során a 2020–2021-es Nemzetek Ligája kiírásában, ezzel a második játékos lett az iráni Ali Dáji után, és az első Európában, aki elérte ezt a mérföldkövet. Október 13-án pozitív koronavírustesztet produkált, mint tünetmentes hordozó, október 30-án gyógyult meg.

#### 2021–
A portugál válogatott első meccsén az Európa-bajnokságon Magyarország ellen kétszer is betalált, Budapesten a mérkőzést 3–0-ra nyerték meg. Ezzel 11 Európa-bajnoki találkozón volt eredményes, kettővel többször, mint a csúcstartó Michel Platini. Továbbá ő lett az első játékos, aki öt Európa-bajnokságon is eredményes tudott lenni, valamint ő lett a legidősebb játékos, aki két gólt szerzett egy meccsen Európa-bajnokságon, és szintén a legidősebb, aki gólt jegyzett portugál válogatottként egy nemzetközi tornán. Június 8-án, az utolsó csoportmeccsen a franciák elleni 2–2-es döntetlen alkalmával kétszer büntetőből jegyzett találatot, ezzel beérte a gólrekorder, válogatott pályafutása során 109 gólos Ali Dájit. Június 27-én a portugálok búcsúztak a tornától, miután a nyolcaddöntőben 1–0-s vereséget szenvedtek Belgiumtól. Ronaldo holtversenyben Patrik Schickkel, öt góllal és egy gólpasszal zárta a tornát, így elnyerte az aranycipőt is.
A 2022-es katari világbajnokság selejtezői során 2021. szeptember 1-jén kétszer volt eredményes Írország ellen, ezzel a válogatott gólok számát tekintve megelőzte az addig csúcstartó Ali Dájit. Portugália első mérkőzésén a világbajnokságon ő lett az első férfi játékos, aki öt különböző világbajnokságon is gólt tudott szerezni.

## Magánélete

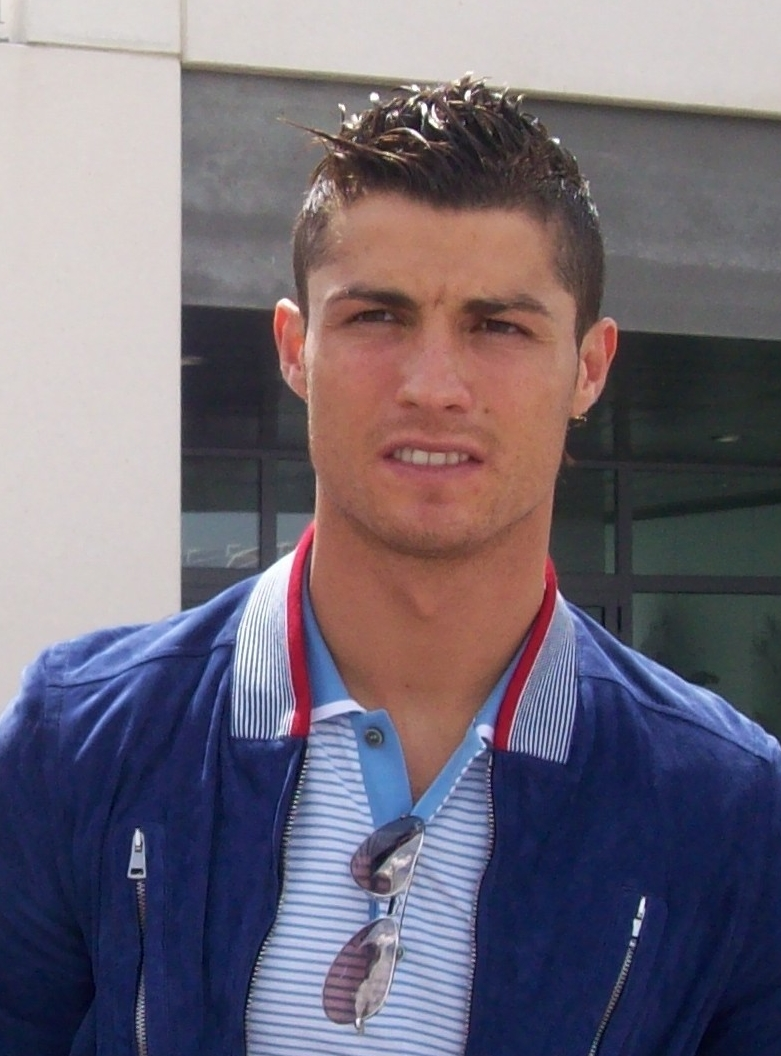
2010-ben

Ronaldo 20 éves volt, mikor édesapja alkoholizmus miatt meghalt, 52 évesen. Ő maga nem iszik, nem is dohányzik. 2009 márciusában százezer eurót adományozott annak a kórháznak, amely megmentette rákos anyja életét.
Önéletrajzi könyve, Moments címmel, 2007-ben jelent meg. Egyik lánytestvérével ruhaüzletet nyitott CR7 néven (monogramja, valamint mezszáma). Jelenleg két CR7-bolt van, egy a fővárosban, Lisszabonban, a másik Madeirán.
Mivel Madeirán született, így az ottani árvíz áldozatainak megsegítésére jótékonysági labdarúgótornát szervezett három csapat, a Marítimo, a Porto és a Nacional részvételével.
2010 júliusában Ronaldo hírül adta, hogy született egy fia. Az anya személyazonosságát titokban tartották, és bejelentette, hogy egyedül fog gondoskodni a gyermekről. A gyermek neve Cristiano Jr. Ronaldo.
2017 júniusában egy béranya Eva és Mateo nevű ikreket szült Ronaldonak.
2017 novemberében barátnője, Georgina Rodríguez megszülte Ronaldo 4. gyerekét Alana Martina-t.
2011–2014 között a Real Madrid játékosaként 5,7 millió euró adót nem fizetett be a spanyol államnak, ezért 2018-ban 2 év börtönre ítélték. Végül 19 millió euró büntetés befizetésével nem kellett börtönbe vonulnia.

## Sikerei, díjai

### Klubcsapatokban
Sporting CP
- Portugál szuperkupa:
  - Győztes (1): 2002

 Manchester United
- Angol bajnok:
  - Győztes (3): 2006–07, 2007–08, 2008–09
  - Ezüstérmes (1): 2005–06
- Angol kupa:
  - Győztes (1): 2003–04
  - Döntős (2): 2004–05, 2006–07
- Angol ligakupa: 
  - Győztes (2): 2005–06, 2008–09
- Angol szuperkupa:
  - Győztes (1): 2007
- Bajnokok Ligája:
  - Győztes (1): 2007–08
  - Döntős (1): 2008–09
- FIFA-klubvilágbajnokság:
  - Győztes (1): 2008

 Real Madrid
- Spanyol bajnok:
  - Győztes (2): 2011–12, 2016–17
  - Ezüstérmes (5): 2009–10, 2010–11, 2012–13, 2014–15, 2015–16
  - Bronzérmes (2) : 2013–14, 2017–18
- Spanyol kupa:
  - Győztes (2): 2010–11, 2013–14
- Spanyol szuperkupa:
  - Győztes (2): 2012, 2017
  - Döntős (2): 2011, 2014
- UEFA-bajnokok ligája:
  - Győztes (4): 2013–14, 2015–16, 2016–17, 2017–18
- UEFA-szuperkupa:
  - Győztes (3): 2014, 2016, 2017
- FIFA-klubvilágbajnokság:
  - Győztes (3): 2014, 2016, 2017

 Juventus:
- Serie A – bajnok (2): 2018–19, 2019–20
- Olasz szuperkupa:
  - Győztes (2): 2018,[339] 2020
- Olasz Kupa (1): 2020–21

 En-Naszr:
- Arab Bajnokcsapatok Kupája (1): 2023

### A válogatottban
Portugália
- Európa-bajnokság:
  - Győztes (1): 2016
  - Ezüstérmes (1): 2004
  - Bronzérmes (1): 2012
- Labdarúgó-világbajnokság:
  - 4. hely (1) : 2006
- Konföderációs kupa:
  - Bronzérmes (1) : 2017
- UEFA Nemzetek Ligája:
  - Győztes (2): 2019, 2025

### Egyéni
- Bravo-díj (2004)

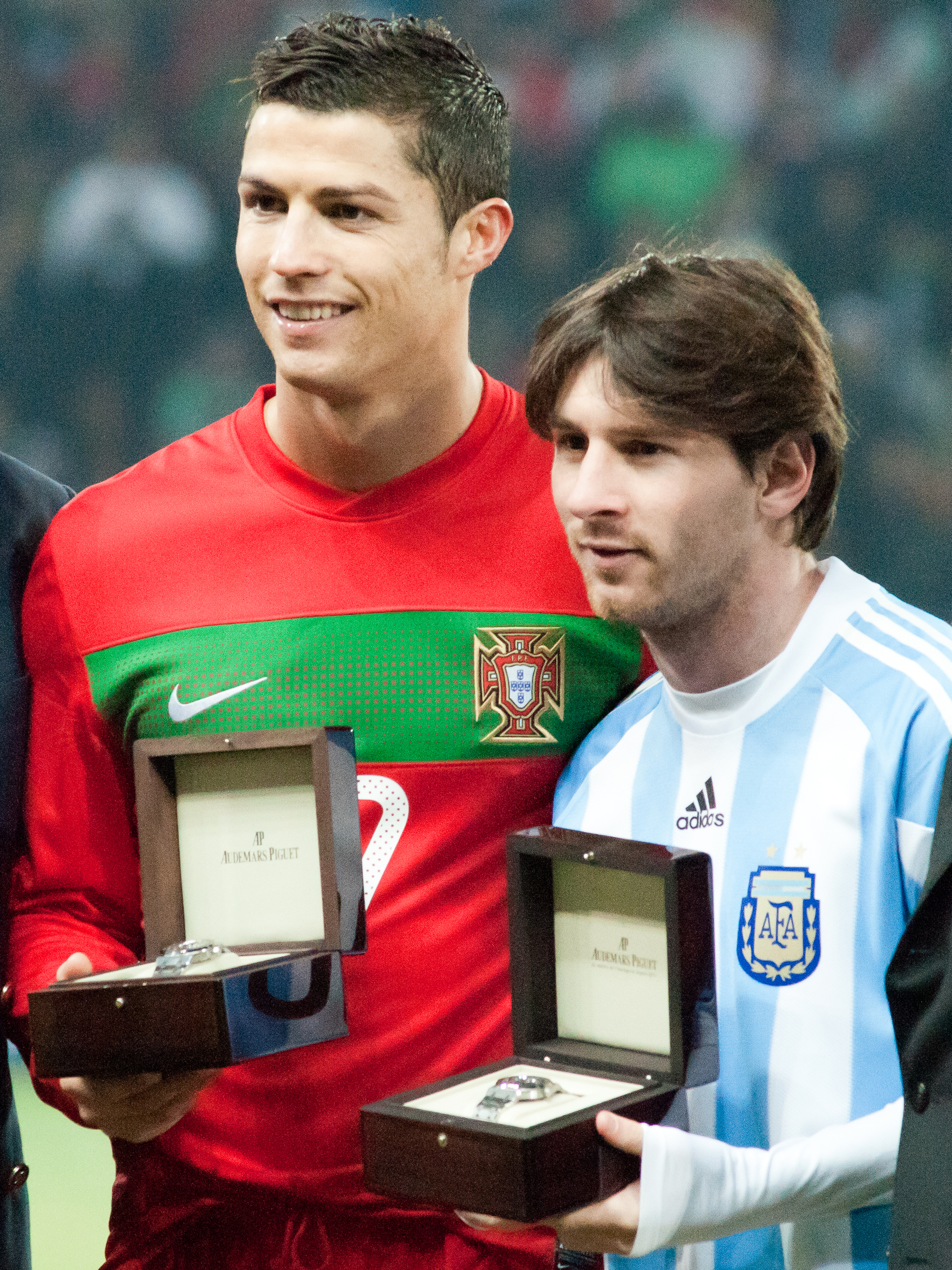
Cristiano Ronaldo és Lionel Messi 2011-ben

- Aranycipő: 2007–08, 2010–11, 2013–14 , 2014–15
- Aranylabda: 2008, 2016, 2017
- FIFA Aranylabda: 2013, 2014
- Az év labdarúgója (FIFA): 2008
- Az év férfi labdarúgója a FIFA-nál: 2016, 2017
- Premier League-gólkirály: 2007–08 (31)
- Puskás Ferenc-díj: 2009
- Onze d’Or győztes: 2008, 2017
- Pichichi-trófea: 2010–11 (41), 2013–14 (31), 2014–15 (48)
- Di Stéfano-díj: 2012
- Az év férfi labdarúgója az UEFA-nál: 2014, 2016, 2017[340]
- BL-gólkirály (7): 2007–08 (8), 2012–2013 (12), 2013–14 (17), 2014–15 (10), 2015–16 (16), 2016–17 (12), 2017–18 (15)
- A FIFA-klubvilágbajnokság gólkirálya (4): 2016
- A FIFA-klubvilágbajnokság legjobb játékosa: 2016
- IFFHS a legjobb nemzetközi góllövő: 2016[341]
- A Serie A legértékesebb játékosa: 2019
- Saudi Pro League – A hónap játékosa: 2023. február[230]
- Golden Foot-díj: 2020[342]
- A Serie A gólkirálya: 2020–21

## Statisztika

### Klubcsapatokban
Legutóbb 2025. május 26-án lett frissítve.

| Klub              | Szezon         | Bajnokság       | Bajnokság | Bajnokság | Kupa  | Kupa  | Ligakupa | Ligakupa | Európai és Ázsiai | Európai és Ázsiai | Egyéb | Egyéb | Összesen | Összesen |
| Klub              | Szezon         | Liga            | Mérk.     | Gólok     | Mérk. | Gólok | Mérk.    | Gólok    | Mérk.             | Gólok             | Mérk. | Gólok | Mérk.    | Gólok    |
| ----------------- | -------------- | --------------- | --------- | --------- | ----- | ----- | -------- | -------- | ----------------- | ----------------- | ----- | ----- | -------- | -------- |
| Sporting CP B     | 2002–03        | Segunda Divisão | 2         | 0         | —     | —     | —        | —        | —                 | —                 | —     | —     | 2        | 0        |
| Sporting CP       | 2002–03        | Primeira Liga   | 25        | 3         | 3     | 2     | —        | —        | 3                 | 0                 | 0     | 0     | 31       | 5        |
| Manchester United | 2003–04        | Premier League  | 29        | 4         | 5     | 2     | 1        | 0        | 5                 | 0                 | 0     | 0     | 40       | 6        |
| Manchester United | 2004–05        | Premier League  | 33        | 5         | 7     | 4     | 2        | 0        | 8                 | 0                 | 0     | 0     | 50       | 9        |
| Manchester United | 2005–06        | Premier League  | 33        | 9         | 2     | 0     | 4        | 2        | 8                 | 1                 | —     | —     | 47       | 12       |
| Manchester United | 2006–07        | Premier League  | 34        | 17        | 7     | 3     | 1        | 0        | 11                | 3                 | —     | —     | 53       | 23       |
| Manchester United | 2007–08        | Premier League  | 34        | 31        | 3     | 3     | 0        | 0        | 11                | 8                 | 1     | 0     | 49       | 42       |
| Manchester United | 2008–09        | Premier League  | 33        | 18        | 2     | 1     | 4        | 2        | 12                | 4                 | 2     | 1     | 53       | 26       |
| Manchester United | Összesen       | Összesen        | 196       | 84        | 26    | 13    | 12       | 4        | 55                | 16                | 3     | 1     | 292      | 118      |
| Real Madrid       | 2009–10        | La Liga         | 29        | 26        | 0     | 0     | —        | —        | 6                 | 7                 | —     | —     | 35       | 33       |
| Real Madrid       | 2010–11        | La Liga         | 34        | 40        | 8     | 7     | —        | —        | 12                | 6                 | —     | —     | 54       | 53       |
| Real Madrid       | 2011–12        | La Liga         | 38        | 46        | 5     | 3     | —        | —        | 10                | 10                | 2     | 1     | 55       | 60       |
| Real Madrid       | 2012–13        | La Liga         | 34        | 34        | 7     | 7     | —        | —        | 12                | 12                | 2     | 2     | 55       | 55       |
| Real Madrid       | 2013–14        | La Liga         | 30        | 31        | 6     | 3     | —        | —        | 11                | 17                | —     | —     | 47       | 51       |
| Real Madrid       | 2014–15        | La Liga         | 35        | 48        | 2     | 1     | —        | —        | 12                | 10                | 5     | 2     | 54       | 61       |
| Real Madrid       | 2015–16        | La Liga         | 36        | 35        | 0     | 0     | —        | —        | 12                | 16                | —     | —     | 48       | 51       |
| Real Madrid       | 2016–17        | La Liga         | 29        | 25        | 2     | 1     | —        | —        | 13                | 12                | 2     | 4     | 46       | 42       |
| Real Madrid       | 2017–18        | La Liga         | 27        | 26        | 0     | 0     | —        | —        | 13                | 15                | 4     | 3     | 44       | 44       |
| Real Madrid       | Összesen       | Összesen        | 292       | 311       | 30    | 22    | —        | —        | 101               | 105               | 15    | 12    | 438      | 450      |
| Juventus          | 2018–19        | Serie A         | 31        | 21        | 2     | 0     | —        | —        | 9                 | 6                 | 1     | 1     | 43       | 28       |
| Juventus          | 2019–20        | Serie A         | 33        | 31        | 4     | 2     | —        | —        | 8                 | 4                 | 1     | 0     | 46       | 37       |
| Juventus          | 2020–21        | Serie A         | 33        | 29        | 4     | 2     | —        | —        | 6                 | 4                 | 1     | 1     | 44       | 36       |
| Juventus          | Összesen       | Összesen        | 98        | 81        | 10    | 4     | —        | —        | 23                | 14                | 3     | 2     | 133      | 101      |
| Manchester United | 2021–22        | Premier League  | 30        | 18        | 1     | 0     | 0        | 0        | 7                 | 6                 | 0     | 0     | 38       | 24       |
| Manchester United | 2022–23        | Premier League  | 10        | 1         | 0     | 0     | 0        | 0        | 6                 | 2                 | —     | —     | 16       | 3        |
| Manchester United | Összesen       | Összesen        | 40        | 19        | 1     | 0     | 0        | 0        | 13                | 8                 | —     | —     | 54       | 27       |
| en-Naszr          | 2022–23        | Pro League      | 16        | 14        | 2     | 0     | —        | —        | —                 | —                 | 1     | 0     | 19       | 14       |
| en-Naszr          | 2023–24        | Pro League      | 31        | 35        | 4     | 3     | —        | —        | 9                 | 6                 | 7     | 6     | 51       | 50       |
| en-Naszr          | 2024–25        | Pro League      | 30        | 25        | 1     | 0     | —        | —        | 8                 | 8                 | 2     | 2     | 41       | 35       |
| en-Naszr          | Összesen       | Összesen        | 77        | 74        | 7     | 3     | —        | —        | 17                | 14                | 10    | 8     | 111      | 99       |
| Teljes karrier    | Teljes karrier | Teljes karrier  | 730       | 572       | 77    | 44    | 12       | 4        | 212               | 157               | 31    | 23    | 1062     | 800      |

1. ↑  Magában foglalja a Portugál kupán, az FA-kupán, a Spanyol kupán, és az Olasz kupán való pályára lépéseit is.
2. ↑  Az összes pályára lépései a Bajnokok ligájában
3. ↑  Magában foglalja az Angol szuperkupán, az Olasz szuperkupán, a Portugál szuperkupán, az UEFA-szuperkupán, és a  FIFA-klubvilágbajnokságon való pályára lépéseit is.
4. ↑  Gólja a selejtező harmadik fordulójában a Debrecen ellen
5. ↑  Pályára lépése az Angol szuperkupán
6. 1 2  Összes pályára lépése a FIFA-klubvilágbajnokságon
7. ↑  Nem foglalja magában azt a 2010. szeptember 18-án Real Sociedad elleni egy gólt. A  Marca, amely a Pichichi-trófeát Ronaldonak ítélte oda neki adja ezt a gólt, de a La Liga és az UEFA Pepének ítélte meg.[349]
8. 1 2  Összes pályára lépése a Spanyol szuperkupán
9. ↑  Egy pályára lépése és két gólja az  UEFA-szuperkupán, két pályára lépése a  Spanyol szuperkupán, két pályára lépése a FIFA-klubvilágbajnokságon
10. ↑  Egy pályára lépése az UEFA-szuperkupa, egy pályára lépése és gólja a Spanyol szuperkupán, két pályára lépése és két gólja a FIFA-klubvilágbajnokság
11. 1 2 3  Pályára lépése az Olasz szuperkupán

1. ↑  Mérkőzései az UEFA Európa-ligában

### A válogatottban
2025. június 8-án lett frissítve.
| Nemzet           | Év             | Hivatalos mérkőzés | Hivatalos mérkőzés | Barátságos mérkőzés | Barátságos mérkőzés | Összesen | Összesen |
| Nemzet           | Év             | MSz                | Gól                | MSz                 | Gól                 | MSz      | Gól      |
| ---------------- | -------------- | ------------------ | ------------------ | ------------------- | ------------------- | -------- | -------- |
| Portugália (U15) | 2001           | 2                  | 1                  | 7                   | 6                   | 9        | 7        |
| Portugália (U17) | 2001           | —                  | —                  | 3                   | 2                   | 3        | 2        |
| Portugália (U17) | 2002           | 4                  | 3                  | 0                   | 0                   | 4        | 3        |
| Összesen         | Összesen       | 4                  | 3                  | 3                   | 2                   | 7        | 5        |
| Portugália (U20) | 2003           | —                  | —                  | 5                   | 1                   | 5        | 1        |
| (Portugália U21) | 2002           | 0                  | 0                  | 1                   | 1                   | 1        | 1        |
| (Portugália U21) | 2003           | 7                  | 2                  | 3                   | 1                   | 9        | 3        |
| Összesen         | Összesen       | 7                  | 2                  | 3                   | 1                   | 10       | 3        |
| Portugália (U23) | 2004           | 2                  | 1                  | 1                   | 1                   | 3        | 2        |
| Portugália       | 2003           | 0                  | 0                  | 2                   | 0                   | 2        | 0        |
| Portugália       | 2004           | 11                 | 7                  | 5                   | 0                   | 16       | 7        |
| Portugália       | 2005           | 7                  | 2                  | 4                   | 0                   | 11       | 2        |
| Portugália       | 2006           | 10                 | 4                  | 4                   | 2                   | 14       | 6        |
| Portugália       | 2007           | 9                  | 5                  | 1                   | 0                   | 10       | 5        |
| Portugália       | 2008           | 5                  | 1                  | 3                   | 0                   | 8        | 1        |
| Portugália       | 2009           | 5                  | 0                  | 2                   | 1                   | 7        | 1        |
| Portugália       | 2010           | 6                  | 3                  | 5                   | 0                   | 11       | 3        |
| Portugália       | 2011           | 6                  | 5                  | 2                   | 2                   | 8        | 7        |
| Portugália       | 2012           | 9                  | 4                  | 4                   | 1                   | 13       | 5        |
| Portugália       | 2013           | 6                  | 7                  | 3                   | 3                   | 9        | 10       |
| Portugália       | 2014           | 5                  | 3                  | 4                   | 2                   | 9        | 5        |
| Portugália       | 2015           | 4                  | 3                  | 1                   | 0                   | 5        | 3        |
| Portugália       | 2016           | 10                 | 10                 | 3                   | 3                   | 13       | 13       |
| Portugália       | 2017           | 10                 | 10                 | 1                   | 1                   | 11       | 11       |
| Portugália       | 2018           | 4                  | 4                  | 3                   | 2                   | 7        | 6        |
| Portugália       | 2019           | 10                 | 14                 | 0                   | 0                   | 10       | 14       |
| Portugália       | 2020           | 4                  | 2                  | 2                   | 1                   | 6        | 3        |
| Portugália       | 2021           | 11                 | 11                 | 3                   | 2                   | 14       | 13       |
| Portugália       | 2022           | 12                 | 3                  | 0                   | 0                   | 12       | 3        |
| Portugália       | 2023           | 9                  | 10                 | 0                   | 0                   | 9        | 10       |
| Portugália       | 2024           | 10                 | 5                  | 2                   | 2                   | 12       | 7        |
| Portugália       | 2025           | 4                  | 3                  | 0                   | 0                   | 4        | 3        |
| Összesen         | Összesen       | 167                | 116                | 54                  | 22                  | 221      | 138      |
| Teljes Karrier   | Teljes Karrier | 182                | 123                | 73                  | 33                  | 255      | 156      |

### Góljai a válogatottban
2023. november 16-án lett frissítve.
| Ronaldo góljai a portugál válogatottban | Ronaldo góljai a portugál válogatottban | Ronaldo góljai a portugál válogatottban | Ronaldo góljai a portugál válogatottban                   | Ronaldo góljai a portugál válogatottban | Ronaldo góljai a portugál válogatottban | Ronaldo góljai a portugál válogatottban | Ronaldo góljai a portugál válogatottban                      |
| #                                       | Válogatottság száma                     | Dátum                                   | Helyszín                                                  | Ellenfél                                | Gólja                                   | Végeredmény                             | Verseny                                                      |
| --------------------------------------- | --------------------------------------- | --------------------------------------- | --------------------------------------------------------- | --------------------------------------- | --------------------------------------- | --------------------------------------- | ------------------------------------------------------------ |
| 1                                       | 8                                       | 2004. június 12.                        | Estádio do Dragão, Porto, Portugália                      | Görögország                             | 1–2                                     | 1–2                                     | 2004-es Európa-bajnokság                                     |
| 2                                       | 12                                      | 2004. június 30.                        | Estádio José Alvalade, Lisszabon, Portugália              | Hollandia                               | 1–0                                     | 2–1                                     | 2004-es Európa-bajnokság                                     |
| 3                                       | 14                                      | 2004. szeptember 4.                     | Skonto stadion, Riga, Lettország                          | Lettország                              | 1–0                                     | 2–0                                     | 2006-os világbajnokság-selejtező                             |
| 4                                       | 15                                      | 2004. szeptember 8.                     | Estádio Dr. Magalhães Pessoa, Leiria, Portugália          | Észtország                              | 1–0                                     | 4–0                                     | 2006-os világbajnokság-selejtező                             |
| 5                                       | 17                                      | 2004. október 13.                       | Estádio José Alvalade, Lisszabon, Portugal                | Oroszország                             | 2–0                                     | 7–1                                     | 2006-os világbajnokság-selejtező                             |
| 6                                       | 17                                      | 2004. október 13.                       | Estádio José Alvalade, Lisszabon, Portugal                | Oroszország                             | 4–0                                     | 7–1                                     | 2006-os világbajnokság-selejtező                             |
| 7                                       | 18                                      | 2004. november 17.                      | Stade Josy Barthel, Luxembourg, Luxemburg                 | Luxemburg                               | 2–0                                     | 5–0                                     | 2006-os világbajnokság-selejtező                             |
| 8                                       | 22                                      | 2005. június 4.                         | Estádio da Luz, Lisszabon, Portugália                     | Szlovákia                               | 2–0                                     | 2–0                                     | 2006-os világbajnokság-selejtező                             |
| 9                                       | 23                                      | 2005. június 8.                         | A. Le Coq Arena, Tallinn, Észtország                      | Észtország                              | 1–0                                     | 1–0                                     | 2006-os világbajnokság-selejtező                             |
| 10                                      | 30                                      | 2006. március 1.                        | LTU Arena, Düsseldorf, Németország                        | Szaúd-Arábia                            | 1–0                                     | 3–0                                     | Barátságos mérkőzés                                          |
| 11                                      | 30                                      | 2006. március 1.                        | LTU Arena, Düsseldorf, Németország                        | Szaúd-Arábia                            | 3–0                                     | 3–0                                     | Barátságos mérkőzés                                          |
| 12                                      | 34                                      | 2006. június 17.                        | Waldstadion, Frankfurt, Németország                       | Irán                                    | 2–0                                     | 2–0                                     | 2006-os világbajnokság                                       |
| 13                                      | 41                                      | 2006. október 7.                        | Estádio do Bessa, Porto, Portugália                       | Azerbajdzsán                            | 1–0                                     | 3–0                                     | 2008-as Európa-bajnokság-selejtező                           |
| 14                                      | 41                                      | 2006. október 7.                        | Estádio do Bessa, Porto, Portugália                       | Azerbajdzsán                            | 3–0                                     | 3–0                                     | 2008-as Európa-bajnokság-selejtező                           |
| 15                                      | 43                                      | 2006. október 15.                       | Estádio Cidade de Coimbra, Coimbra, Portugal              | Kazahsztán                              | 2–0                                     | 3–0                                     | 2008-as Európa-bajnokság-selejtező                           |
| 16                                      | 45                                      | 2007. március 24.                       | Estádio José Alvalade, Lisszabon, Portugália              | Belgium                                 | 2–0                                     | 4–0                                     | 2008-as Európa-bajnokság-selejtező                           |
| 17                                      | 45                                      | 2007. március 24.                       | Estádio José Alvalade, Lisszabon, Portugália              | Belgium                                 | 4–0                                     | 4–0                                     | 2008-as Európa-bajnokság-selejtező                           |
| 18                                      | 47                                      | 2007. augusztus 22.                     | Hanrapetakan Stadium, Jereván, Örményország               | Örményország                            | 1–1                                     | 1–1                                     | 2008-as Európa-bajnokság-selejtező                           |
| 19                                      | 48                                      | 2007. szeptember 8.                     | Estádio da Luz, Lisszabon, Portugália                     | Lengyelország                           | 2–1                                     | 2–2                                     | 2008-as Európa-bajnokság-selejtező                           |
| 20                                      | 51                                      | 2007. október 17.                       | Központi stadion, Almati, Kazahsztán                      | Kazahsztán                              | 2–0                                     | 2–1                                     | 2008-as Európa-bajnokság-selejtező                           |
| 21                                      | 57                                      | 2008. június 11.                        | Stade de Genève, Genf, Svájc                              | Csehország                              | 2–1                                     | 3–1                                     | 2008-as Európa-bajnokság                                     |
| 22                                      | 62                                      | 2009. február 11.                       | Algarve Stadion, Faro, Portugália                         | Finnország                              | 1–0                                     | 1–0                                     | Barátságos mérkőzés                                          |
| 23                                      | 74                                      | 2010. június 21.                        | Fokvárosi Stadium, Fokváros, Dél-afrikai Köztársaság      | Észak-Korea                             | 6–0                                     | 7–0                                     | 2010-es világbajnokság                                       |
| 24                                      | 77                                      | 2010. október 8.                        | Estádio do Dragão, Porto, Portugália                      | Dánia                                   | 3–1                                     | 3–1                                     | 2012-es Európa-bajnokság-selejtező                           |
| 25                                      | 78                                      | 2010. október 12.                       | Laugardalsvöllur, Reykjavík, Izland                       | Izland                                  | 1–0                                     | 3–1                                     | 2012-es Európa-bajnokság-selejtező                           |
| 26                                      | 80                                      | 2011. február 9.                        | Stade de Genève, Genf, Svájc                              | Argentína                               | 1–1                                     | 1–2                                     | Barátságos mérkőzés                                          |
| 27                                      | 82                                      | 2011. augusztus 10.                     | Algarve Stadion, Faro, Portugália                         | Luxemburg                               | 2–0                                     | 5–0                                     | Barátságos mérkőzés                                          |
| 28                                      | 83                                      | 2011. szeptember 2.                     | GSP Stadion, Nicosia, Ciprus                              | Ciprus                                  | 1–0                                     | 4–0                                     | 2012-es labdarúgó-Európa-bajnokság-selejtező                 |
| 29                                      | 83                                      | 2011. szeptember 2.                     | GSP Stadion, Nicosia, Ciprus                              | Ciprus                                  | 2–0                                     | 4–0                                     | 2012-es labdarúgó-Európa-bajnokság-selejtező                 |
| 30                                      | 85                                      | 2011. október 11.                       | Parken Stadion, Koppenhága, Dánia                         | Dánia                                   | 1–2                                     | 1–2                                     | 2012-es labdarúgó-Európa-bajnokság-selejtező                 |
| 31                                      | 87                                      | 2011. november 15.                      | Estádio da Luz, Lisszabon, Portugália                     | Bosznia-Hercegovina                     | 1–0                                     | 6–2                                     | 2012-es labdarúgó-Európa-bajnokság-selejtező                 |
| 32                                      | 87                                      | 2011. november 15.                      | Estádio da Luz, Lisszabon, Portugália                     | Bosznia-Hercegovina                     | 3–1                                     | 6–2                                     | 2012-es labdarúgó-Európa-bajnokság-selejtező                 |
| 33                                      | 93                                      | 2012. június 17.                        | Metaliszt stadion, Harkiv, Ukrajna                        | Hollandia                               | 1–1                                     | 2–1                                     | 2012-es Európa-bajnokság                                     |
| 34                                      | 93                                      | 2012. június 17.                        | Metaliszt stadion, Harkiv, Ukrajna                        | Hollandia                               | 2–1                                     | 2–1                                     | 2012-es Európa-bajnokság                                     |
| 35                                      | 94                                      | 2012. június 21.                        | Nemzeti Stadion, Varsó, Lengyelország                     | Csehország                              | 1–0                                     | 1–0                                     | 2012-es Európa-bajnokság                                     |
| 36                                      | 96                                      | 2012. augusztus 15.                     | Algarve Stadion, Faro, Portugália                         | Panama                                  | 2–0                                     | 2–0                                     | Barátságos mérkőzés                                          |
| 37                                      | 97                                      | 2012. szeptember 7.                     | Stade Josy Barthel, Luxembourg, Luxemburg                 | Luxemburg                               | 1–1                                     | 2–1                                     | 2014-es világbajnokság-selejtező                             |
| 38                                      | 101                                     | 2013. február 6.                        | Estádio D. Afonso Henriques, Guimarães, Portugália        | Ecuador                                 | 1–1                                     | 2–3                                     | Barátságos mérkőzés                                          |
| 39                                      | 104                                     | 2013. június 10.                        | Stade de Genève, Genf, Svájc                              | Horvátország                            | 1–0                                     | 1–0                                     | Barátságos mérkőzés                                          |
| 40                                      | 105                                     | 2013. augusztus 14.                     | Algarve Stadion, Faro, Portugália                         | Hollandia                               | 1–1                                     | 1–1                                     | Barátságos mérkőzés                                          |
| 41                                      | 106                                     | 2013. szeptember 6.                     | Windsor Park, Belfast, Észak-Írország                     | Észak-Írország                          | 2–2                                     | 4–2                                     | 2014-es világbajnokság-selejtező                             |
| 42                                      | 106                                     | 2013. szeptember 6.                     | Windsor Park, Belfast, Észak-Írország                     | Észak-Írország                          | 3–2                                     | 4–2                                     | 2014-es világbajnokság-selejtező                             |
| 43                                      | 106                                     | 2013. szeptember 6.                     | Windsor Park, Belfast, Észak-Írország                     | Észak-Írország                          | 4–2                                     | 4–2                                     | 2014-es világbajnokság-selejtező                             |
| 44                                      | 108                                     | 2013. november 15.                      | Estádio da Luz, Lisszabon, Portugália                     | Svédország                              | 1–0                                     | 1–0                                     | 2014-es világbajnokság-selejtező                             |
| 45                                      | 109                                     | 2013. november 19.                      | Friends Arena, Solna község, Svédország                   | Svédország                              | 1–0                                     | 3–2                                     | 2014-es világbajnokság-selejtező                             |
| 46                                      | 109                                     | 2013. november 19.                      | Friends Arena, Solna község, Svédország                   | Svédország                              | 2–2                                     | 3–2                                     | 2014-es világbajnokság-selejtező                             |
| 47                                      | 109                                     | 2013. november 19.                      | Friends Arena, Solna község, Svédország                   | Svédország                              | 3–2                                     | 3–2                                     | 2014-es világbajnokság-selejtező                             |
| 48                                      | 110                                     | 2014. március 5.                        | Estádio Dr. Magalhães Pessoa, Leiria, Portugália          | Kamerun                                 | 1–0                                     | 5–1                                     | Barátságos mérkőzés                                          |
| 49                                      | 110                                     | 2014. március 5.                        | Estádio Dr. Magalhães Pessoa, Leiria, Portugália          | Kamerun                                 | 5–1                                     | 5–1                                     | Barátságos mérkőzés                                          |
| 50                                      | 114                                     | 2014. június 26.                        | Estádio Nacional de Brasília, Brazíliaváros, Brazília     | Ghána                                   | 2–1                                     | 2–1                                     | 2014-es világbajnokság                                       |
| 51                                      | 116                                     | 2014. október 14.                       | Parken Stadion, Koppenhága, Dánia                         | Dánia                                   | 1–0                                     | 1–0                                     | 2016-os labdarúgó-Európa-bajnokság-selejtező                 |
| 52                                      | 117                                     | 2014. november 14.                      | Algarve Stadion, Faro, Portugália                         | Örményország                            | 1–0                                     | 1–0                                     | 2016-os labdarúgó-Európa-bajnokság-selejtező                 |
| 53                                      | 120                                     | 2015. június 13.                        | Vazgen Sargsyan Republican Stadium, Jereván, Örményország | Örményország                            | 1–1                                     | 3–2                                     | 2016-os labdarúgó-Európa-bajnokság-selejtező                 |
| 54                                      | 120                                     | 2015. június 13.                        | Vazgen Sargsyan Republican Stadium, Jereván, Örményország | Örményország                            | 2–1                                     | 3–2                                     | 2016-os labdarúgó-Európa-bajnokság-selejtező                 |
| 55                                      | 120                                     | 2015. június 13.                        | Vazgen Sargsyan Republican Stadium, Jereván, Örményország | Örményország                            | 3–1                                     | 3–2                                     | 2016-os labdarúgó-Európa-bajnokság-selejtező                 |
| 56                                      | 125                                     | 2016. március 29.                       | Estádio Dr. Magalhães Pessoa, Leiria, Portugália          | Belgium                                 | 2–0                                     | 2–1                                     | Barátságos mérkőzés                                          |
| 57                                      | 126                                     | 2016. június 8.                         | Estádio da Luz, Lisszabon, Portugália                     | Észtország                              | 1–0                                     | 7–0                                     | Barátságos mérkőzés                                          |
| 58                                      | 126                                     | 2016. június 8.                         | Estádio da Luz, Lisszabon, Portugália                     | Észtország                              | 3–0                                     | 7–0                                     | Barátságos mérkőzés                                          |
| 59                                      | 129                                     | 2016. június 22.                        | Parc Olympique Lyonnais, Lyon, Franciaország              | Magyarország                            | 2–2                                     | 3–3                                     | 2016-os labdarúgó-Európa-bajnokság                           |
| 60                                      | 129                                     | 2016. június 22.                        | Parc Olympique Lyonnais, Lyon, Franciaország              | Magyarország                            | 3–3                                     | 3–3                                     | 2016-os labdarúgó-Európa-bajnokság                           |
| 61                                      | 132                                     | 2016. július 6.                         | Parc Olympique Lyonnais, Lyon, Franciaország              | Wales                                   | 1–0                                     | 2–0                                     | 2016-os labdarúgó-Európa-bajnokság                           |
| 62                                      | 134                                     | 2016. október 7.                        | Estádio Municipal de Aveiro, Aveiro, Portugália           | Andorra                                 | 1–0                                     | 6–0                                     | 2018-as világbajnokság-selejtező                             |
| 63                                      | 134                                     | 2016. október 7.                        | Estádio Municipal de Aveiro, Aveiro, Portugália           | Andorra                                 | 2–0                                     | 6–0                                     | 2018-as világbajnokság-selejtező                             |
| 64                                      | 134                                     | 2016. október 7.                        | Estádio Municipal de Aveiro, Aveiro, Portugália           | Andorra                                 | 4–0                                     | 6–0                                     | 2018-as világbajnokság-selejtező                             |
| 65                                      | 134                                     | 2016. október 7.                        | Estádio Municipal de Aveiro, Aveiro, Portugália           | Andorra                                 | 5–0                                     | 6–0                                     | 2018-as világbajnokság-selejtező                             |
| 66                                      | 135                                     | 2016. október 10.                       | Tórsvøllur Stadion, Tórshavn, Feröer                      | Feröer                                  | 4–0                                     | 6–0                                     | 2018-as világbajnokság-selejtező                             |
| 67                                      | 136                                     | 2016. november 13.                      | Algarve Stadion, Faro, Portugália                         | Lettország                              | 1–0                                     | 4–1                                     | 2018-as világbajnokság-selejtező                             |
| 68                                      | 136                                     | 2016. november 13.                      | Algarve Stadion, Faro, Portugália                         | Lettország                              | 3–1                                     | 4–1                                     | 2018-as világbajnokság-selejtező                             |
| 69                                      | 137                                     | 2017. március 25.                       | Estádio da Luz, Lisszabon, Portugália                     | Magyarország                            | 2–0                                     | 3–0                                     | 2018-as világbajnokság-selejtező                             |
| 70                                      | 137                                     | 2017. március 25.                       | Estádio da Luz, Lisszabon, Portugália                     | Magyarország                            | 3–0                                     | 3–0                                     | 2018-as világbajnokság-selejtező                             |
| 71                                      | 138                                     | 2017. március 28.                       | Estádio do Marítimo, Funchal, Portugália                  | Svédország                              | 1–0                                     | 2–3                                     | Barátságos mérkőzés                                          |
| 72                                      | 139                                     | 2017. június 9.                         | Skonto stadion, Riga, Lettország                          | Lettország                              | 1–0                                     | 3–0                                     | 2018-as világbajnokság-selejtező                             |
| 73                                      | 139                                     | 2017. június 9.                         | Skonto stadion, Riga, Lettország                          | Lettország                              | 2–0                                     | 3–0                                     | 2018-as világbajnokság-selejtező                             |
| 74                                      | 141                                     | 2017. június 21.                        | Szpartak Moszkva, Moszkva, Oroszország                    | Oroszország                             | 1–0                                     | 1–0                                     | 2017-es konföderációs kupa                                   |
| 75                                      | 142                                     | 2017. június 24.                        | Kresztovszkij Stadion, Szentpétervár, Oroszország         | Új-Zéland                               | 1–0                                     | 4–0                                     | 2017-es konföderációs kupa                                   |
| 76                                      | 144                                     | 2017. augusztus 31.                     | Estádio do Bessa, Porto, Portugália                       | Feröer                                  | 1–0                                     | 5–1                                     | 2018-as világbajnokság-selejtező                             |
| 77                                      | 144                                     | 2017. augusztus 31.                     | Estádio do Bessa, Porto, Portugália                       | Feröer                                  | 2–0                                     | 5–1                                     | 2018-as világbajnokság-selejtező                             |
| 78                                      | 144                                     | 2017. augusztus 31.                     | Estádio do Bessa, Porto, Portugália                       | Feröer                                  | 4–1                                     | 5–1                                     | 2018-as világbajnokság-selejtező                             |
| 79                                      | 146                                     | 2017. október 7.                        | Estadi Nacional, Andorra la Vella, Andorra                | Andorra                                 | 1–0                                     | 2–0                                     | 2018-as világbajnokság-selejtező                             |
| 80                                      | 148                                     | 2018. március 23.                       | Letzigrund, Zürich, Svájc                                 | Egyiptom                                | 1–1                                     | 2–1                                     | Barátságos mérkőzés                                          |
| 81                                      | 148                                     | 2018. március 23.                       | Letzigrund, Zürich, Svájc                                 | Egyiptom                                | 2–1                                     | 2–1                                     | Barátságos mérkőzés                                          |
| 82                                      | 151                                     | 2018. június 15.                        | Fist Olimpiai Stadion, Szocsi, Oroszország                | Spanyolország                           | 1–0                                     | 3–3                                     | 2018-as világbajnokság                                       |
| 83                                      | 151                                     | 2018. június 15.                        | Fist Olimpiai Stadion, Szocsi, Oroszország                | Spanyolország                           | 2–1                                     | 3–3                                     | 2018-as világbajnokság                                       |
| 84                                      | 151                                     | 2018. június 15.                        | Fist Olimpiai Stadion, Szocsi, Oroszország                | Spanyolország                           | 3–3                                     | 3–3                                     | 2018-as világbajnokság                                       |
| 85                                      | 152                                     | 2018. június 20.                        | Luzsnyiki Stadion, Moszkva, Oroszország                   | Marokkó                                 | 1–0                                     | 1–0                                     | 2018-as világbajnokság                                       |
| 86                                      | 157                                     | 2019. június 5.                         | Estádio do Dragão, Porto, Portugália                      | Svájc                                   | 1–0                                     | 3–1                                     | 2018–2019-es UEFA Nemzetek Ligája (egyenes kieséses szakasz) |
| 87                                      | 157                                     | 2019. június 5.                         | Estádio do Dragão, Porto, Portugália                      | Svájc                                   | 2–1                                     | 3–1                                     | 2018–2019-es UEFA Nemzetek Ligája (egyenes kieséses szakasz) |
| 88                                      | 157                                     | 2019. június 5.                         | Estádio do Dragão, Porto, Portugália                      | Svájc                                   | 3–1                                     | 3–1                                     | 2018–2019-es UEFA Nemzetek Ligája (egyenes kieséses szakasz) |
| 89                                      | 159                                     | 2019. szeptember 7.                     | Rajko Mitić Stadion, Belgrád, Szerbia                     | Szerbia                                 | 3–1                                     | 4–2                                     | 2020-as Európa-bajnokság-selejtező                           |
| 90                                      | 160                                     | 2019. szeptember 10.                    | LFF Stadium, Vilnius, Litvánia                            | Litvánia                                | 1–0                                     | 5–1                                     | 2020-as Európa-bajnokság-selejtező                           |
| 91                                      | 160                                     | 2019. szeptember 10.                    | LFF Stadium, Vilnius, Litvánia                            | Litvánia                                | 2–1                                     | 5–1                                     | 2020-as Európa-bajnokság-selejtező                           |
| 92                                      | 160                                     | 2019. szeptember 10.                    | LFF Stadium, Vilnius, Litvánia                            | Litvánia                                | 3–1                                     | 5–1                                     | 2020-as Európa-bajnokság-selejtező                           |
| 93                                      | 160                                     | 2019. szeptember 10.                    | LFF Stadium, Vilnius, Litvánia                            | Litvánia                                | 4–1                                     | 5–1                                     | 2020-as Európa-bajnokság-selejtező                           |
| 94                                      | 161                                     | 2019. október 11.                       | Estádio José Alvalade, Lisszabon, Portugália              | Luxemburg                               | 2–0                                     | 3–0                                     | 2020-as Európa-bajnokság-selejtező                           |
| 95                                      | 162                                     | 2019. október 14.                       | Olimpiai Stadion, Kijev, Ukrajna                          | Ukrajna                                 | 1–2                                     | 1–2                                     | 2020-as Európa-bajnokság-selejtező                           |
| 96                                      | 163                                     | 2019. november 14.                      | Algarve Stadion, Faro, Portugália                         | Litvánia                                | 1–0                                     | 6–0                                     | 2020-as Európa-bajnokság-selejtező                           |
| 97                                      | 163                                     | 2019. november 14.                      | Algarve Stadion, Faro, Portugália                         | Litvánia                                | 2–0                                     | 6–0                                     | 2020-as Európa-bajnokság-selejtező                           |
| 98                                      | 163                                     | 2019. november 14.                      | Algarve Stadion, Faro, Portugália                         | Litvánia                                | 6–0                                     | 6–0                                     | 2020-as Európa-bajnokság-selejtező                           |
| 99                                      | 164                                     | 2019. november 17.                      | Stade Josy Barthel, Luxembourg, Luxemburg                 | Luxemburg                               | 2–0                                     | 2–0                                     | 2020-as Európa-bajnokság-selejtező                           |
| 100                                     | 165                                     | 2020. szeptember 8.                     | Friends Arena, Solna község, Svédország                   | Svédország                              | 1–0                                     | 2–0                                     | 2020–2021-es UEFA Nemzetek Ligája (A liga)                   |
| 101                                     | 165                                     | 2020. szeptember 8.                     | Friends Arena, Solna község, Svédország                   | Svédország                              | 2–0                                     | 2–0                                     | 2020–2021-es UEFA Nemzetek Ligája (A liga)                   |
| 102                                     | 168                                     | 2020. november 11.                      | Estádio da Luz, Lisszabon, Portugália                     | Andorra                                 | 6–0                                     | 7–0                                     | Barátságos mérkőzés                                          |
| 103                                     | 173                                     | 2021. március 30.                       | Stade Josy Barthel, Luxembourg, Luxemburg                 | Luxemburg                               | 2–1                                     | 3–1                                     | 2022-es világbajnokság-selejtező                             |
| 104                                     | 175                                     | 2021. június 9.                         | Estádio José Alvalade, Lisszabon, Portugália              | Izrael                                  | 2–0                                     | 4–0                                     | Barátságos mérkőzés                                          |
| 105                                     | 176                                     | 2021. június 15.                        | Puskás Aréna, Budapest, Magyarország                      | Magyarország                            | 2–0                                     | 3–0                                     | 2020-as Európa-bajnokság                                     |
| 106                                     | 176                                     | 2021. június 15.                        | Puskás Aréna, Budapest, Magyarország                      | Magyarország                            | 3–0                                     | 3–0                                     | 2020-as Európa-bajnokság                                     |
| 107                                     | 177                                     | 2021. június 19.                        | Allianz Arena, München, Németország                       | Németország                             | 1–0                                     | 2–4                                     | 2020-as Európa-bajnokság                                     |
| 108                                     | 178                                     | 2021. június 23.                        | Puskás Aréna, Budapest, Magyarország                      | Franciaország                           | 1–0                                     | 2–2                                     | 2020-as Európa-bajnokság                                     |
| 109                                     | 178                                     | 2021. június 23.                        | Puskás Aréna, Budapest, Magyarország                      | Franciaország                           | 2–2                                     | 2–2                                     | 2020-as Európa-bajnokság                                     |
| 110                                     | 180                                     | 2021. szeptember 01.                    | Algarve Stadion, São João da Venda, Portugália            | Írország                                | 1–1                                     | 2–1                                     | 2022-es világbajnokság-selejtező                             |
| 111                                     | 180                                     | 2021. szeptember 01.                    | Algarve Stadion, São João da Venda, Portugália            | Írország                                | 2–1                                     | 2–1                                     | 2022-es világbajnokság-selejtező                             |
| 112                                     | 181                                     | 2021. október 9.                        | Estádio Algarve, Faro, Portugália                         | Katar                                   | 1–0                                     | 3–0                                     | Barátságos mérkőzés                                          |
| 113                                     | 182                                     | 2021. október 12.                       | Estádio Algarve, Faro, Portugália                         | Luxemburg                               | 1–0                                     | 5–0                                     | 2022-es világbajnokság-selejtező                             |
| 114                                     | 182                                     | 2021. október 12.                       | Estádio Algarve, Faro, Portugália                         | Luxemburg                               | 2–0                                     | 5–0                                     | 2022-es világbajnokság-selejtező                             |
| 115                                     | 182                                     | 2021. október 12.                       | Estádio Algarve, Faro, Portugália                         | Luxemburg                               | 5–0                                     | 5–0                                     | 2022-es világbajnokság-selejtező                             |
| 116                                     | 188                                     | 2022. június 5.                         | Estádio José Alvalade, Lisszabon, Portugália              | Svájc                                   | 2–0                                     | 4–0                                     | 2022–2023-as UEFA Nemzetek Ligája                            |
| 117                                     | 188                                     | 2022. június 5.                         | Estádio José Alvalade, Lisszabon, Portugália              | Svájc                                   | 3–0                                     | 4–0                                     | 2022–2023-as UEFA Nemzetek Ligája                            |
| 118                                     | 192                                     | 2022. november 24.                      | 974 Stadion, Doha, Katar                                  | Ghána                                   | 1–0                                     | 3–2                                     | 2022-es világbajnokság                                       |
| 119                                     | 197                                     | 2023. március 23.                       | Estádio José Alvalade, Lisszabon, Portugália              | Liechtenstein                           | 3–0                                     | 4–0                                     | 2024-es Eb-selejtező                                         |
| 120                                     | 197                                     | 2023. március 23.                       | Estádio José Alvalade, Lisszabon, Portugália              | Liechtenstein                           | 4–0                                     | 4–0                                     | 2024-es Eb-selejtező                                         |
| 121                                     | 198                                     | 2023. március 26.                       | Stade de Luxembourg, Luxembourg, Luxemburg                | Luxemburg                               | 1–0                                     | 6–0                                     | 2024-es Eb-selejtező                                         |
| 122                                     | 198                                     | 2023. március 26.                       | Stade de Luxembourg, Luxembourg, Luxemburg                | Luxemburg                               | 4–0                                     | 6–0                                     | 2024-es Eb-selejtező                                         |
| 123                                     | 200                                     | 2023. június 20.                        | Laugardalsvöllur, Reykjavík, Izland                       | Izland                                  | 1–0                                     | 1–0                                     | 2024-es Eb-selejtező                                         |
| 124                                     | 202                                     | 2023. október 13.                       | Estádio do Dragão, Porto, Portugália                      | Szlovákia                               | 2–0                                     | 3–2                                     | 2024-es Eb-selejtező                                         |
| 125                                     | 202                                     | 2023. október 13.                       | Estádio do Dragão, Porto, Portugália                      | Szlovákia                               | 3–1                                     | 3–2                                     | 2024-es Eb-selejtező                                         |
| 126                                     | 203                                     | 2023. október 16.                       | Bilino Polje Stadium, Zenica, Bosznia-Hercegovina         | Bosznia-Hercegovina                     | 1–0                                     | 5–0                                     | 2024-es Eb-selejtező                                         |
| 127                                     | 203                                     | 2023. október 16.                       | Bilino Polje Stadium, Zenica, Bosznia-Hercegovina         | Bosznia-Hercegovina                     | 2–0                                     | 5–0                                     | 2024-es Eb-selejtező                                         |
| 128                                     | 204                                     | 2023. november 16.                      | Rheinpark Stadion, Vaduz, Liechtenstein                   | Liechtenstein                           | 1–0                                     | 2–0                                     | 2024-es Eb-selejtező                                         |

## Kapcsolódó irodalom
- Cristiano Ronaldo: Pillanatok; közrem. Manuela Brandão, fotó Jorge Monteiro, ford. Ládonyi Zsófia; Aréna 2000, Bp., 2010 (a katalógusokban formailag hibás ISBN-nel szerepel) ISBN 9639974111
- Tom Oldfield: Cristiano Ronaldo: The True Story of the Greatest Footballer on Earth, 2009 (ISBN 978-1-84454-697-8)